# Friedrich Eckenfelder

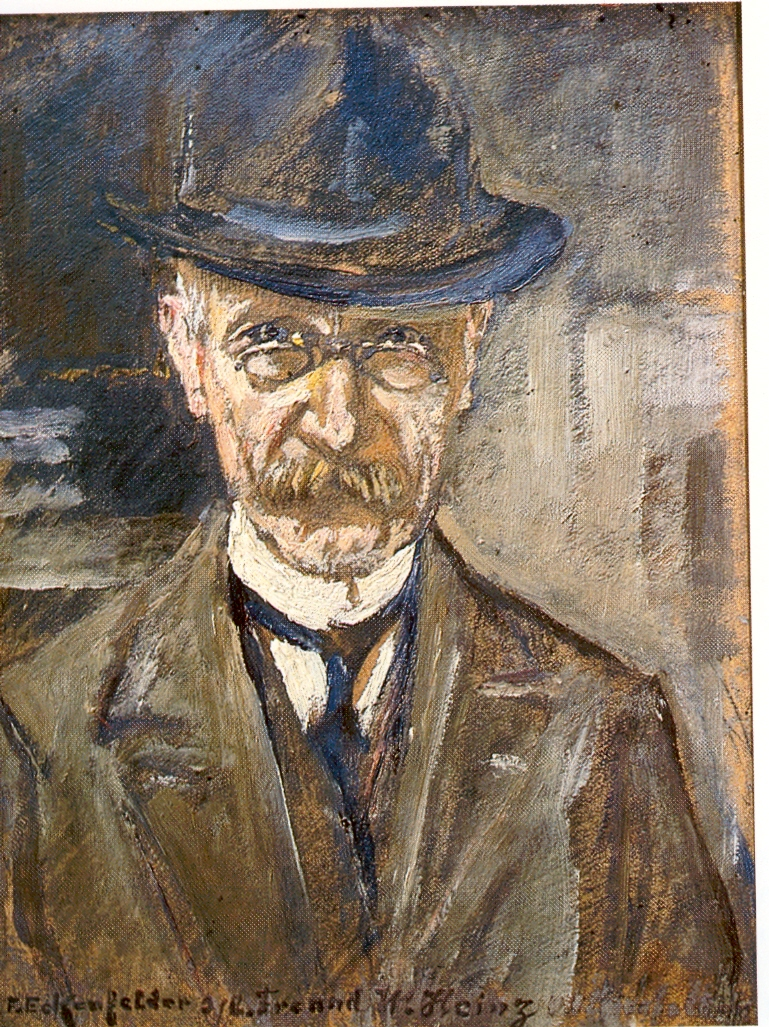
Selbstbildnis um 1924

Friedrich Eckenfelder (* 6. März 1861 in Bern; † 11. Mai 1938 in Balingen) war ein deutscher impressionistischer Maler. Das Talent des aus bescheidenen Verhältnissen stammenden Künstlers wurde bereits früh erkannt, sodass er zunächst eine Kunstmalerlehre und anschließend eine Ausbildung an der Akademie der Bildenden Künste München antreten konnte. Dort wurde er eines der Gründungsmitglieder der Münchener Secession. Früh zeigte sich eine Spezialisierung seiner Motivwahl. Bereits 1878, am Ende seiner Grundausbildung, wird er in einer Balinger Urkunde – nicht abwertend – als „Thiermaler“ bezeichnet. Die gesellschaftlichen und künstlerischen Umbrüche nach dem Ende des Ersten Weltkriegs führten bei Eckenfelder zu einem Rückzug in seine schwäbische Heimat. Vor allem seine „Pflügenden Pferde“, aber auch seine Stadtansichten vor dem immer wiederkehrenden Panorama der Schwäbischen Alb machten den 1928 zum Ehrenbürger ernannten Eckenfelder zu dem Balinger Heimatmaler. Dies gilt noch heute, wie die bereits 1931 nach ihm benannte Straße, eine 1978 eingerichtete Galerie im Heimatmuseum der Stadt sowie der nach ihm benannte Festsaal der Balinger Stadthalle unterstreichen.
Friedrich Eckenfelder war Mitglied im Deutschen Künstlerbund.

## Leben

### Jugendjahre
Friedrich Eckenfelder wurde als zweites Kind der Haushaltsgehilfin Rosina Vivian und des Schuhmachers Johann Friedrich Eckenfelder geboren. Sein Vater war 1859 als Schuhmachergeselle von Balingen nach Basel gezogen, wo sich das Paar kennenlernte. Von dort zogen sie nach Bern. Als Rosina 1865 erneut schwanger wurde, zog das Paar 1865 nach Balingen und heiratete dort am 18. Juli 1865. Die Kinder wurden durch Heirat für ehelich erklärt und wurden wie ihre Mutter württembergische Staatsbürger.
Bereits auf der Schule wurde das zeichnerische Talent des Jungen entdeckt und eine entsprechende Weiterbildung empfohlen. Diese erhielt er ab 1875 in der Malklasse des Professors Oskar Hölder in Rottweil. Zur selben Zeit war dort auch Christian Landenberger in Ausbildung.

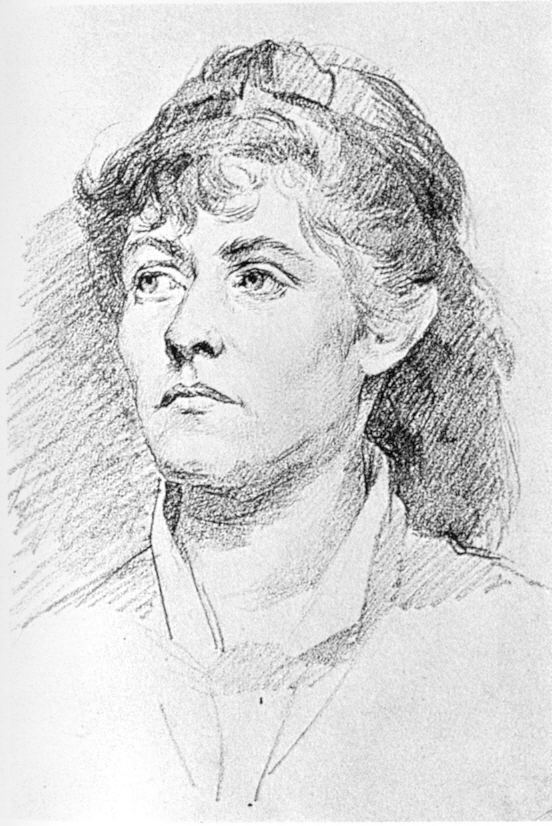
Marie Junginger
Bleistiftskizze Eckenfelders von 1884

In Rottweil wurde der vierzehnjährige Junge sowohl im Hause seines Lehrers, als auch bei der befreundeten Familie des Oberförsters Junginger auch familiär umsorgt. Er lernte dort die vierzehn Jahre ältere Marie Junginger kennen, die nach einer Lehre bei Hölder als Porträtmalerin tätig war. Zusammen gingen sie 1878 nach München, wo Eckenfelder im Oktober sein Studium an der Kunstakademie begann. Ende Dezember 1878 wurde Maria schwanger. Der gemeinsame Sohn Friedrich Junginger wurde am 19. September 1879 in München geboren. Die Familie Eckenfelders versuchte, den „Fehltritt“ zu verheimlichen. Er wuchs ab dem Alter von sechs Monaten – als wäre er deren spätgeborenes Kind – bei den Großeltern in Rottweil auf. Die Vaterschaft Eckenfelders, zu dem er bis dahin ein eher brüderliches Verhältnis hatte, wurde ihm erst spät eröffnet und er war davon sehr betroffen.

### Die Münchner Zeit
Marie Junginger und Friedrich Eckenfelder lebten in München in unmittelbarer Nähe zueinander, teilweise auch zusammen. Eckenfelders Biograf Walter Schnerring stellt aber eine zunehmende Entfremdung fest. Im Jahr 1899 erhielt der Sohn eine Stelle als Buchhändler in Stuttgart. Marie Junginger zog zu ihm und holte auch ihre inzwischen verwitwete Mutter nach. Ab 1904, als Marie aus dieser Gemeinschaft auszog, brach der Kontakt zwischen Eckenfelder und ihr ab. Der Kontakt zum Sohn, der später eine Buchhandlung in Arosa eröffnete, blieb bis zu dessen Tod 1927 bestehen.
Eckenfelder lebte in München im damaligen Künstlerviertel, der Maxvorstadt, in unmittelbarer Nähe von anderen Künstlern. Er teilte sich die Wohnung zunächst mit Bernhard Buttersack. Christian Landenberger wohnte in der Brienner Straße 32 im Treppenhaus gegenüber. Paul Burmester, Georg Jauß, Richard Winternitz und Gino von Finetti gehörten ebenfalls zum Umfeld, ebenso wie die sogenannte „Schwabenburg“, dem Atelierhaus der Biberacher Maler Anton Braith und Christian Mali. Gemeinsamer Treffpunkt war der „Arzberger Keller“.
Zur Zeit Eckenfelders an der Münchner Kunstakademie waren Carl Theodor von Piloty, Wilhelm von Diez, Ludwig von Löfftz und Wilhelm von Lindenschmit der Jüngere die maßgeblichen Lehrer. Daneben war Eckenfelder der erste Privatschüler von Heinrich von Zügel. Dieser war ebenfalls ein Schüler Hölders. Das Verhältnis „… war eine Mischung aus Lehrer/Schüler-/Freundschafts- und Vater/Sohn-Verhältnis.“ Bei den Exkursionen zum Freilichtmalen im Dachauer Moos oder bei den Herbstaufenthalten in der Heimat Zügels im Wolkenhof bei Murrhardt hatte Eckenfelder auch Familienanschluss. Als Zügel seine Akademietätigkeit aufnahm, war Eckenfelder nicht Teil der Klasse. Die intensive Meister-Schülerbeziehung geschah ausschließlich bei privaten Zusammenkünften und Begegnungen. Zügel bemühte sich auch um die wirtschaftliche Situation Eckenfelders. Das Bemühen, ihm eine Professur an der Akademie zu verschaffen, scheiterte an Eckenfelders Introvertiertheit. Beide Maler waren Mitglieder der Künstlergesellschaft Allotria und 1892 Gründungsmitglieder der Münchener Secession. Auf der Gründungsausstellung war Eckenfelder mit zwei Pferdebildern vertreten. Ebenso bei den Ausstellungen 1896, 1899, 1903, 1906 und 1911.

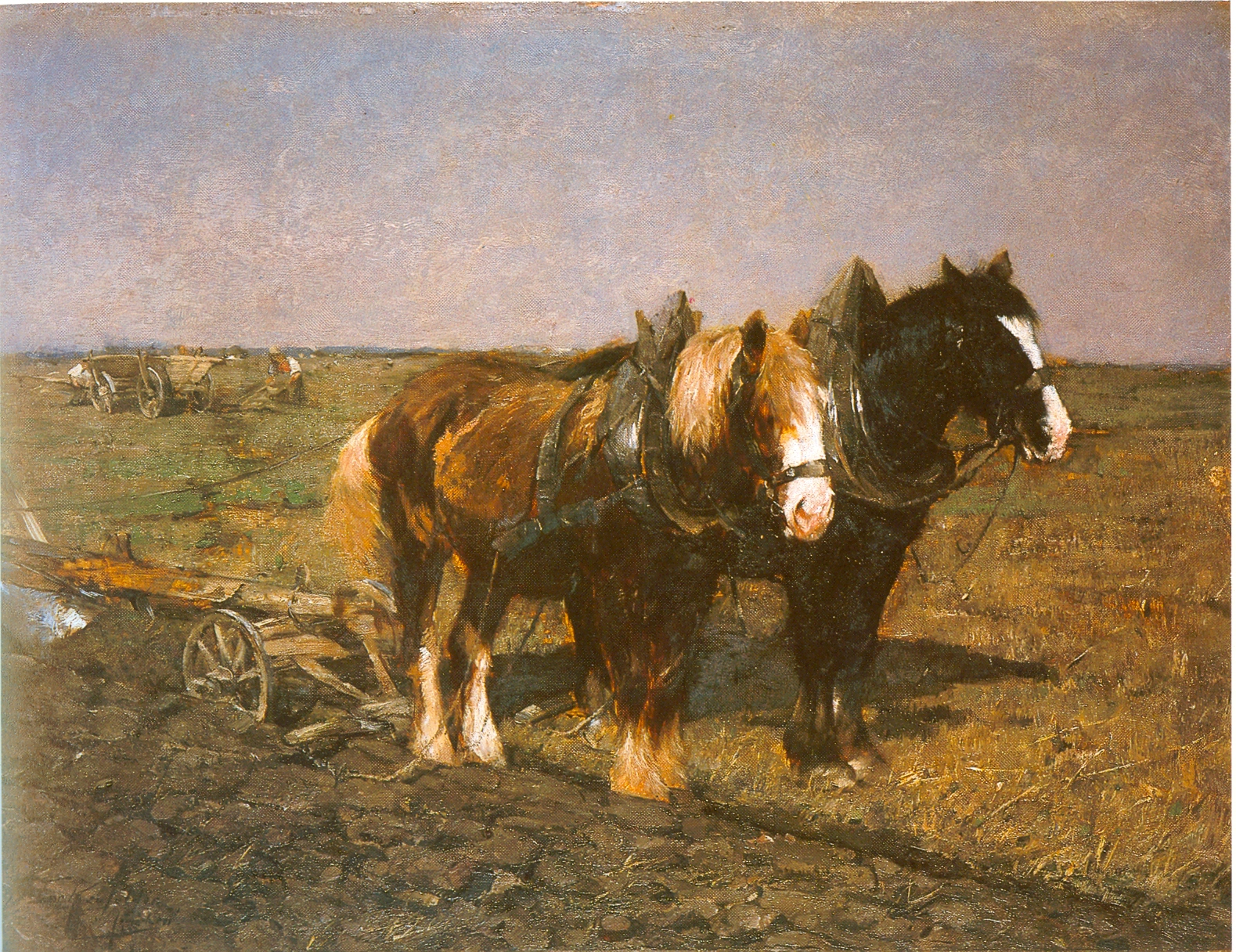
Das 1888 von Prinzregent Luitpold von Bayern erworbene Gemälde „Pferde vor dem Pflug“

Bereits 1883 hatte er sich mit dem Werk „Überschwemmung im Neckarthal“ an der Internationalen Kunstausstellung im Glaspalast beteiligt. 1888 erwarb Prinzregent Luitpold von Bayern das 1883 geschaffene Bild „Pferde vor dem Pflug“, und Eckenfelder wurde aus diesem Anlass erstmals in der Fachpresse erwähnt. Der Prinzregent nahm regen Anteil am Kunstschaffen in München und unterstützte junge Maler durch solche Ankäufe nicht nur finanziell, sondern auch durch das entsprechende Renommee. Er besuchte Maler öfters in ihren Ateliers. Als er Eckenfelder das erste Mal an einem kalten Tag besuchte, arbeitet dieser vermummt und in dicken Winterschlappen. Dies brachte ihn derart in Verlegenheit, dass er sich daraufhin angewöhnte, in Tagesschuhen und im Anzug ohne Arbeitskittel zu malen. Eine Angewohnheit, die er bis ins hohe Alter beibehielt. 1909 erhielt er für das Bild „In der Schwemme“ die Goldene Medaille II. Klasse. Ein Rezensent: „Friedrich Eckenfelders ‚Schimmel in der Schwemme‘ beweisen, wie nicht alles in der Abhängigkeit von der Zügel-Schule gemalt zu werden braucht, um dennoch Wirkung und Kraft zu haben.“ 1913 war er mit dem Bild „Pferdemarkt“ auf der „Internationalen Kunstausstellung“ im Glaspalast vertreten. Auf Ausstellungen in Berlin, Frankfurt, Wiesbaden und Stuttgart war er ebenfalls vertreten. Aufkäufe des württembergischen Königs Wilhelm II. erhöhten seinen Marktwert weiter. Seine Bilder trafen den Zeitgeschmack und er verkaufte gut, teils über Münchner Händler, aber auch über Goldschmid in Frankfurt, Hermes in Wiesbaden, Schaller und Fleischhauer in Stuttgart und Händler in Mainz, Düsseldorf und Berlin. Teilweise verkaufte er auch gegen bar, direkt weg von der Staffelei.
In den Neunzigerjahren, als sich immer mehr seiner Malerkollegen von München entfernten, entschloss sich Eckenfelder, den Sommer in Balingen und auf der Schwäbischen Alb zu verbringen. Skizzen und Gemälde wurden dann im Herbst nach München transportiert, um sie Freunden, Kollegen und Kunden zu präsentieren. Es war die Zeit seiner größten künstlerischen Selbständigkeit.

### Heimatmaler in Balingen

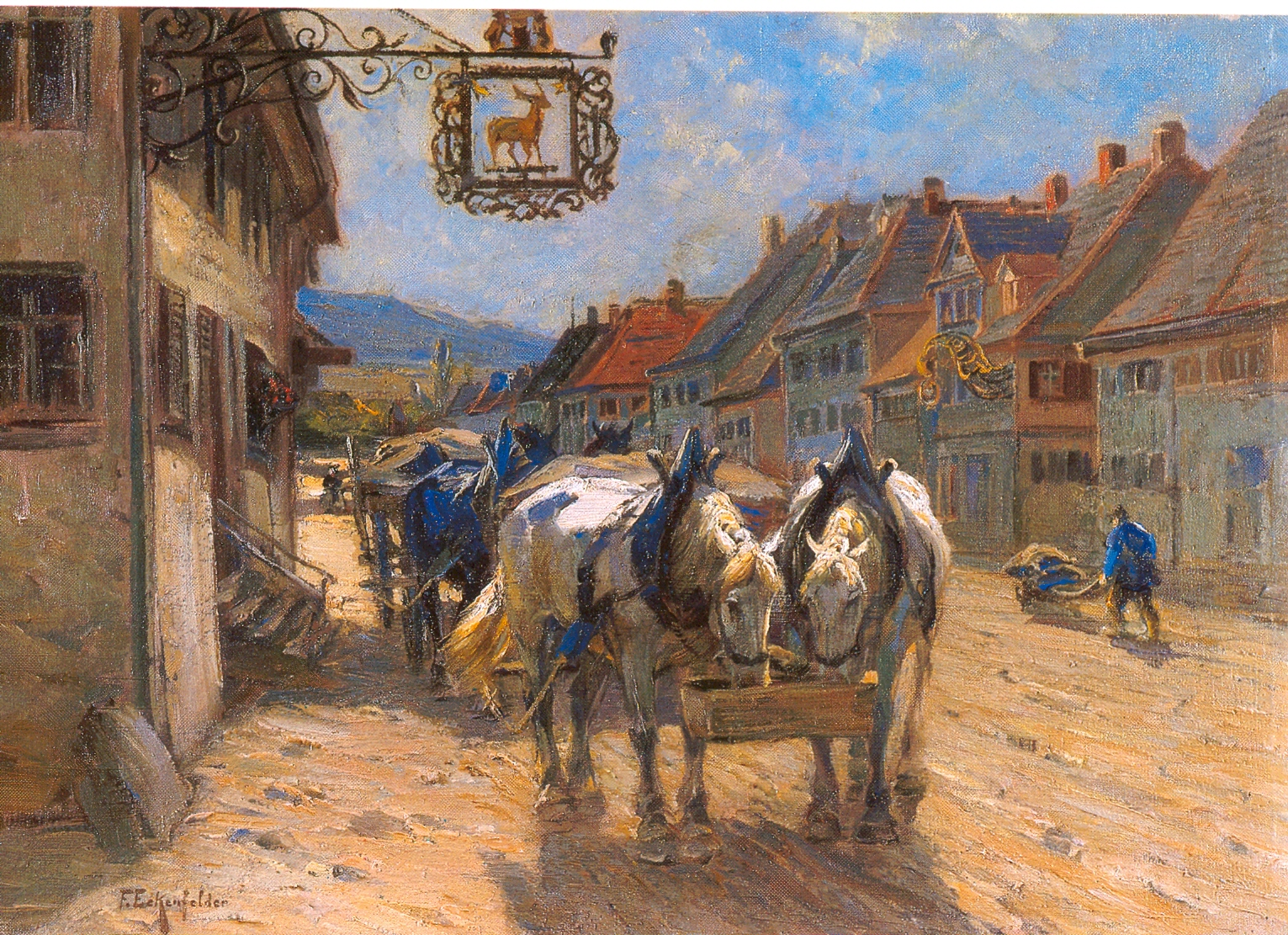
Zwei Gespanne vor dem „Hirsch“
Blick vom ehemaligen Gasthaus Hirsch in Balingen, die Friedrichstraße hinauf

Sein endgültiger Wohnungswechsel nach Balingen im Jahr 1922 wird dagegen von seinem Biografen Schnerring als Resignation gewertet. Der Zusammenbruch der Monarchie und die Absetzung seines Freundes Zügel als Direktor der Akademie durch die Münchner Räterepublik hinterließen bei dem gesundheitlich angeschlagenen Sechziger ihre Spuren. In der „Neuen Secession“ und im „Blauen Reiter“ fand er sich nicht wieder.
Er richtete sich in Balingen auf ein bequemes Altenteil ein. Versorgt wurde er von seiner Schwester Rosine Wagner, deren häuslichem Regiment er sich voll unterwarf. In seiner Heimatstadt genoss er einen guten Ruf. Es gehörte bei alteingesessenen Familien zum guten Ton, eines seiner Bilder zu besitzen:
Im Pferdebild in der guten Stube sah man die eigene Einbettung in die Albheimat und den eigenen Charakter eines tief, geradlinig und stetig durch das Leben pflügenden Menschentyps in zeitloser Weise verdichtet, wie man es als einfacher Älbler zwar ahnte, aber nicht hätte so ausdrücken können wie dieser Maler.
Er hatte seine örtlichen Gönner, war allgemein bekannt, weil er oft an markanten Stellen, immer im guten Anzug, malend anzutreffen war. In der damals neu erbauten Sichelschulturnhalle wurde ihm vom 5. bis zum 15. Juli 1924 eine Retrospektivausstellung gewidmet. 1928 wurde er zum Ehrenbürger ernannt. Er schenkte der Stadt sein Selbstbildnis und diese kaufte zwei Panoramabilder, die Balingen einmal vor der Albkulisse vom Hohenzollern bis zur Schalksburg und vom Lochenhörnle bis zum Plettenberg darstellen. Alle drei Bilder befinden sich heute im als Trauzimmer genutzten „Eckenfelderzimmer“ des Balinger Rathauses. 1931, zu seinem siebzigsten Geburtstag, wurde eine Straße nach ihm benannt. Zum Dank überließ er der Stadt zur Auswahl zwölf Bilder zum Vorzugspreis. Hierbei merkten die Beschenkten bei der Auswahl bereits an, dass „die Bilder aus früherer Zeit bedeutend wertvoller sind als die der Jetztzeit“.
Von den Nationalsozialisten wurde der durch seine Ehrenbürgerschaft berühmt gewordene Maler für ihre Zwecke eingebunden. Die Motive seiner Gemälde ließen sich leicht im Sinne derer Blut-und-Boden-Ideologie umdeuten. Für die Gemeinderatswahl am 9. Dezember 1928 hatte Eckenfelder einen gemeinsamen Wahlaufruf des Sparerbundes und der NSDAP unterzeichnet, obwohl er in keiner der beiden Organisationen Mitglied war. Die Nationalsozialisten hatten im damaligen Württemberg eine stärkere konservative Ausrichtung und gingen auch Koalitionen auf lokaler Ebene mit bürgerlichen Gruppierungen ein, die sich nur auf Sonderthemen konzentrierten. Friedrich Eckenfelder, dessen monarchistisches Weltbild durch die Münchner Räterepublik schwer erschüttert worden war und der von den Auswirkungen der Inflation betroffen war, konnte sich sicher mit den Inhalten des Aufrufs identifizieren. Er führte als Galionsfigur die gemeinsame Liste von NSDAP und Sparerbund an, aber offensichtlich nahmen ihm selbst die Wähler dieses Engagement nicht ab. Er erhielt wesentlich weniger Stimmen als nach ihm gelistete Kandidaten. 1933 erhielt er, als der Balingen repräsentierende zeitgenössische Maler, den Auftrag der Stadtverwaltung für die drei neuen Ehrenbürger der Stadt, Hitler, Hindenburg und Murr, drei Bilder als Ehrengaben zu malen. Von der NSDAP-Kreiszentrale erhielt er den Auftrag, ein Hitlerporträt anzufertigen.
Als Eckenfelder nach Balingen zurückkehrte, lernte er die 18 Jahre jüngere Elsa Martz kennen. Die Altistin und Klavierlehrerin aus begütertem Balinger Bürgerhaus wäre in ihrer Jugend gerne zur Oper gegangen, was ihrer Familie nicht standesgemäß genug war. Trotz, oder wegen vieler Heiratsangebote in ihrer Jugend war sie ledig geblieben. Mit Eckenfelder verband sie eine platonische Liebe. Man schrieb sich Liebesbriefe „per Sie“, es gab Atelierbesuche und Besuche im Haus Martz, gemeinsame Spaziergänge und Austausch von Geschenken. Er schenkte ihr ein Selbstbildnis und ein Bild „Steinach mit Endingen und Plettenberg“. Sie nannte das Bild Bächlein meiner Liebe. Die Beziehung wurde von vielen in Balingen – selbst von den Angehörigen Eckenfelders – ignoriert, weil sie als peinlich empfunden wurde. Dem Begräbnis Eckenfelders blieb Elsa Martz fern.

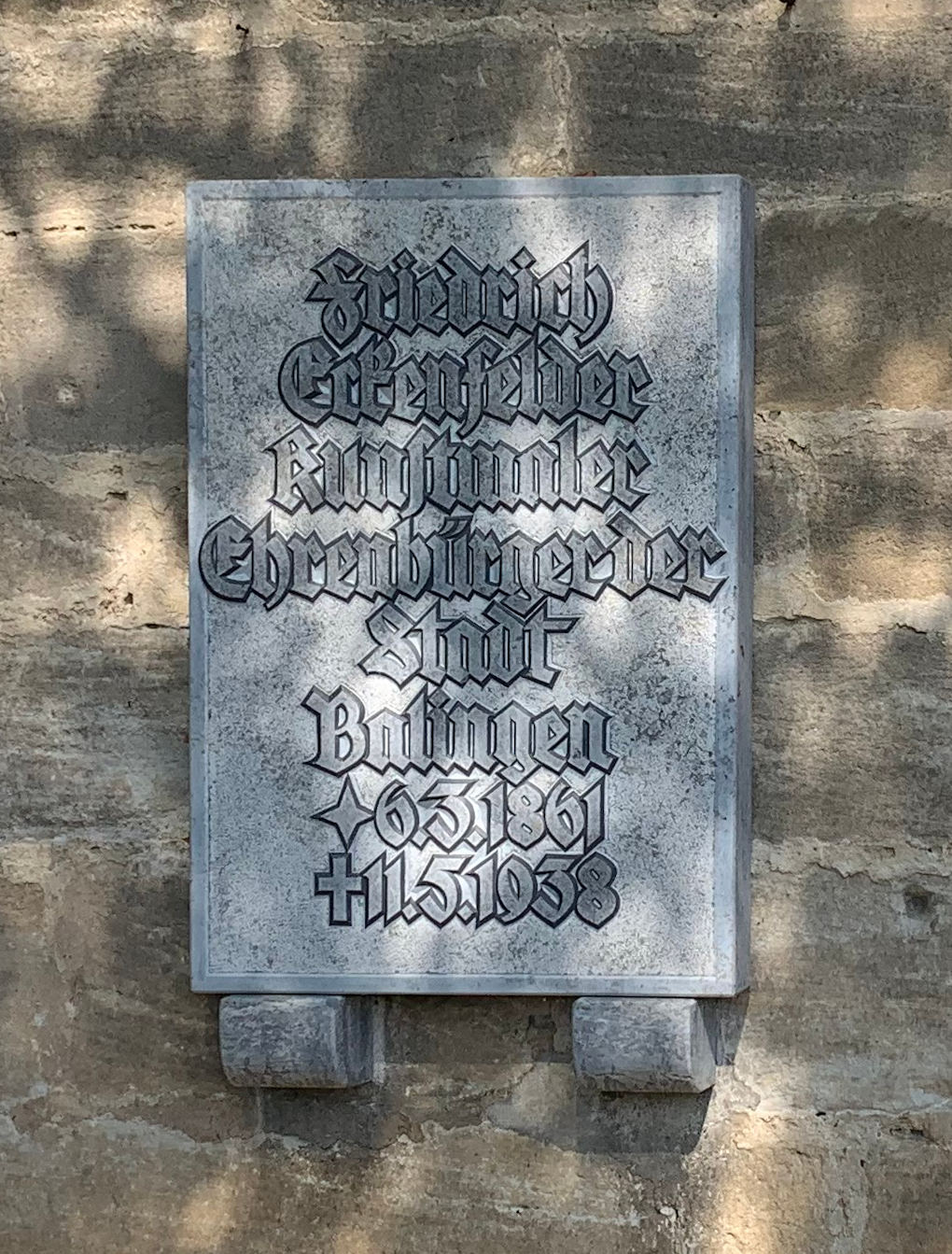
Epitaph an der Friedhofkirche

Friedrich Eckenfelder starb am 11. Mai 1938 nach dreiwöchigem Krankenhausaufenthalt an einer Lungenentzündung. Er wurde an der Südseite der Balinger Friedhofskirche beigesetzt. Die Atelierwohnung in seinem Elternhaus wurde als kleines Museum mit den der Stadt vermachten Bildern eingerichtet. Es wurde zunächst von seinen Nichten betreut. Nach deren Tod erbte die Stadt das Gebäude. Nach dessen Abriss wurden die Bilder im Zollernschloss Balingen ausgestellt. Heute befinden sie sich in der „Zehntscheuer Balingen“, dem städtischen Museum.

## Das künstlerische Werk
Die folgende Einteilung sowie die Beschreibungen gehen auf Walter Schnerring zurück, der anlässlich einer zum 125. Geburtstag des Malers durchgeführten Wanderausstellung eine umfangreiche Monografie erstellt hat.

### Ausbildung und 1880er Jahre
Die Bilder zeigen den Einfluss seiner Lehrer Löffitz und Diez. Im Sinne der Genremalerei wird den Menschen noch dieselbe Aufmerksamkeit geschenkt wie den Tieren: Sie freuen sich bei der Heimkehr, mühen sich bei der Fütterung, oder rasten wie ihre Pferde. Das Interesse an Menschen ist auch durch mehrere Porträts belegt. In den Motiven werden auch Anregungen anderer Künstler sichtbar: Karrenesel (Braith), Schafherden (Zügel).
Man findet hier schon die für sein späteres Werk ikonografischen Typen: „Ruhende Pferde im Geschirr“, „Aus-, beziehungsweise Heimritt“, oder „Zollernschloss“.
Schnerring bezeichnet den Stil als noch suchend, sprunghaft und experimentierend, sieht aber dennoch in dieser Phase einige seiner gediegensten Bilder.

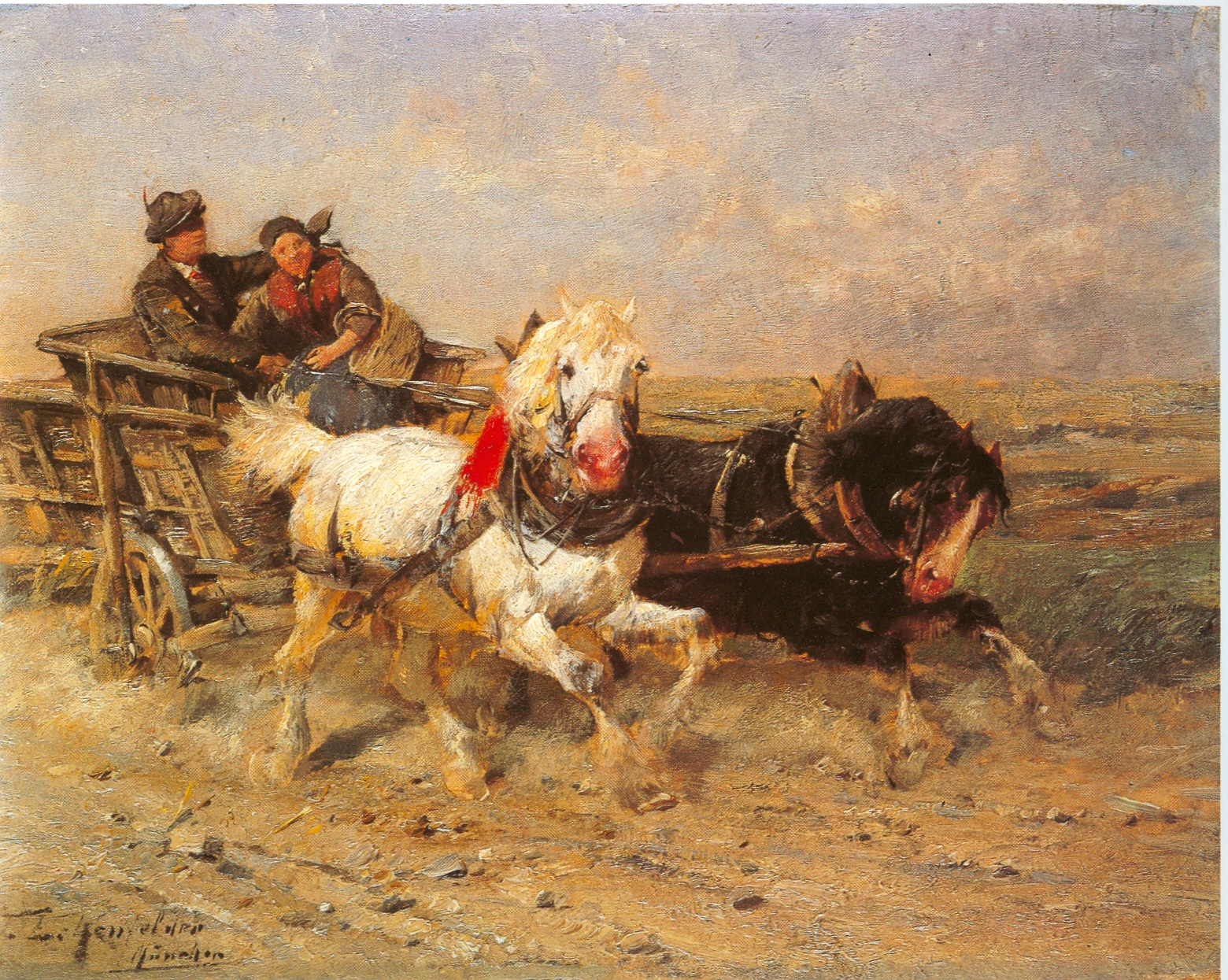
Lustige Fahrt, 1886/87
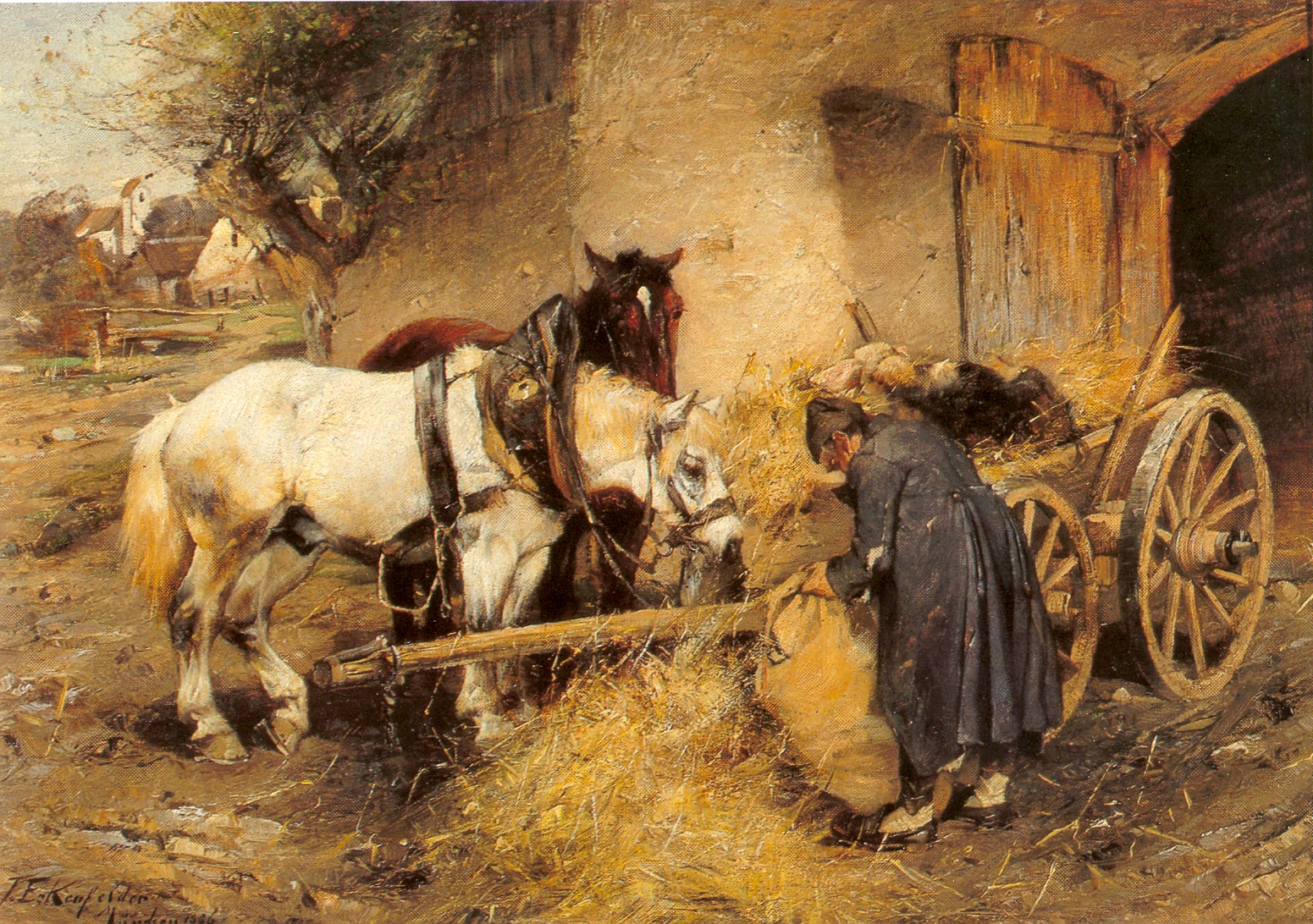
Bauer füttert seine Pferde, 1886
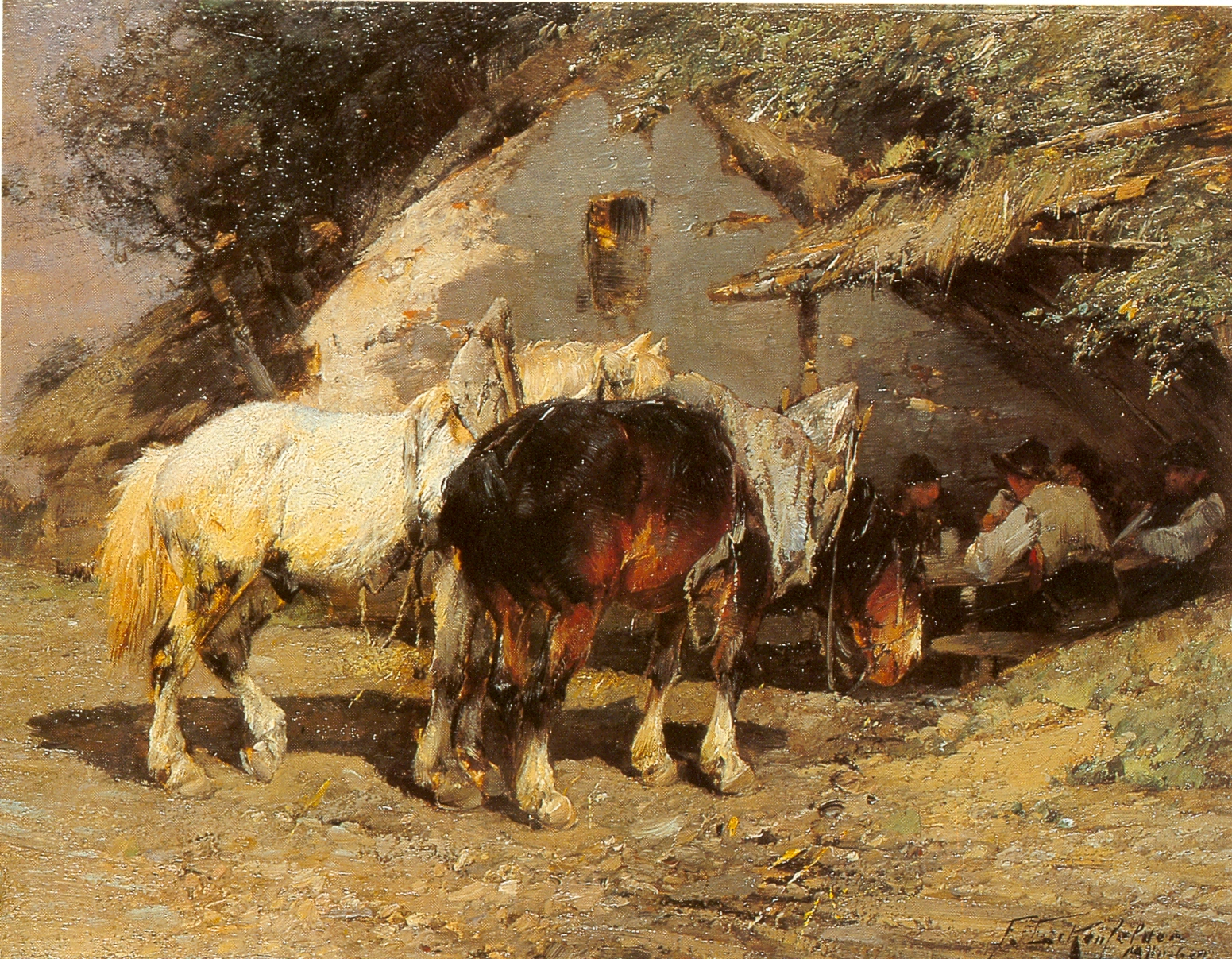
Mittagsrast vor der Hütte, 1888
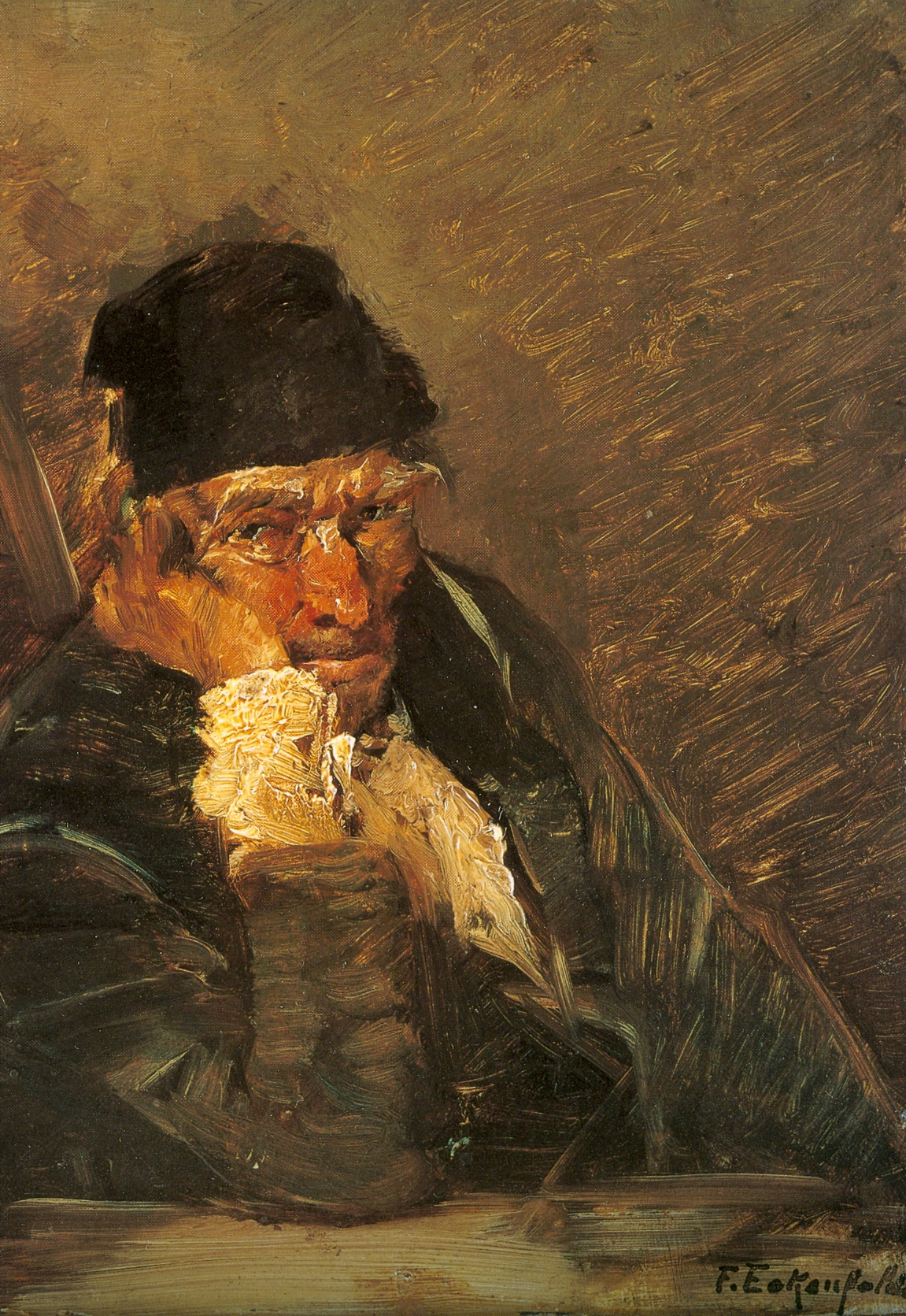
Bildnis eines alten Mannes, um 1884
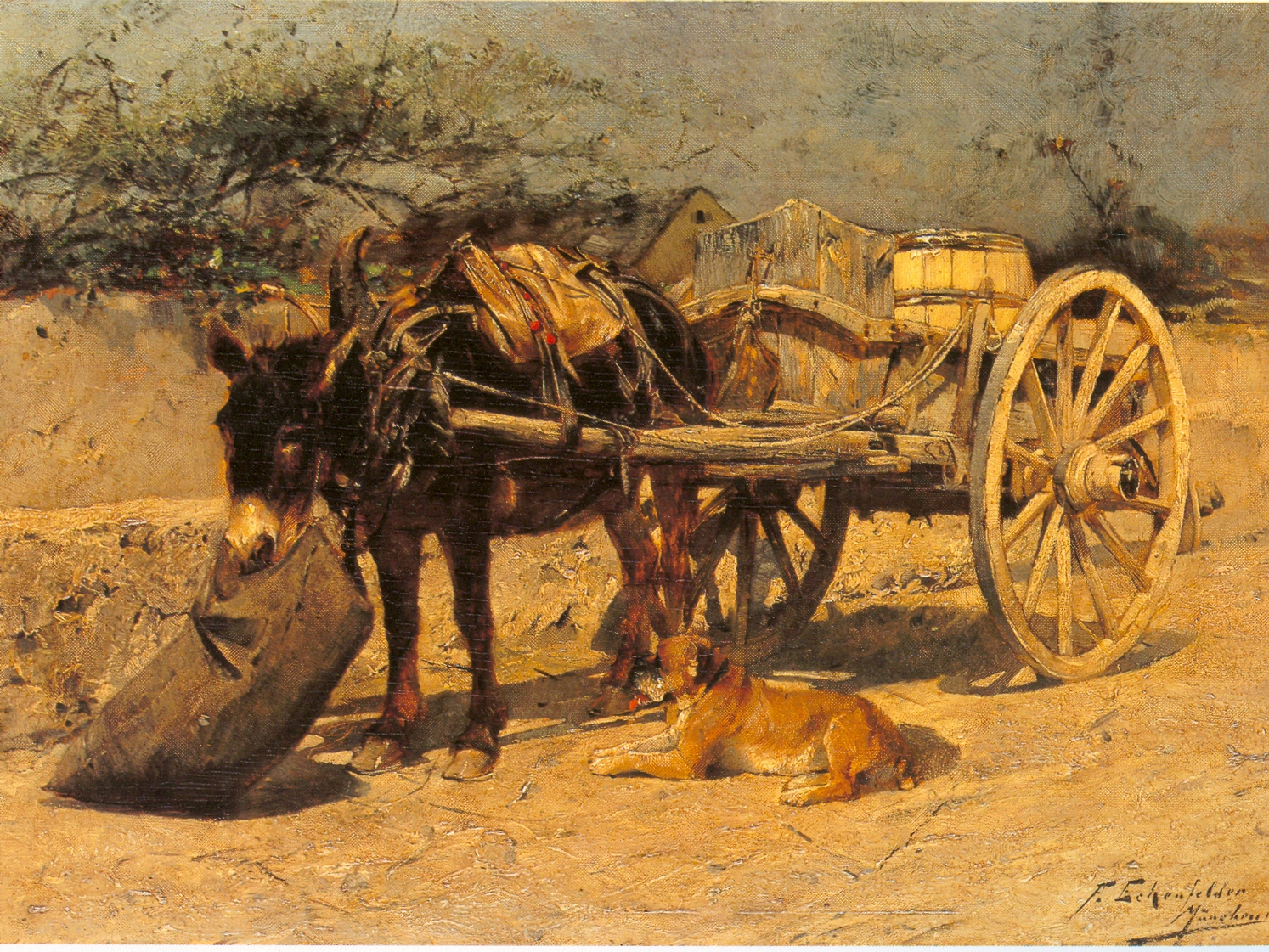
Maulesel am Karren, 1887
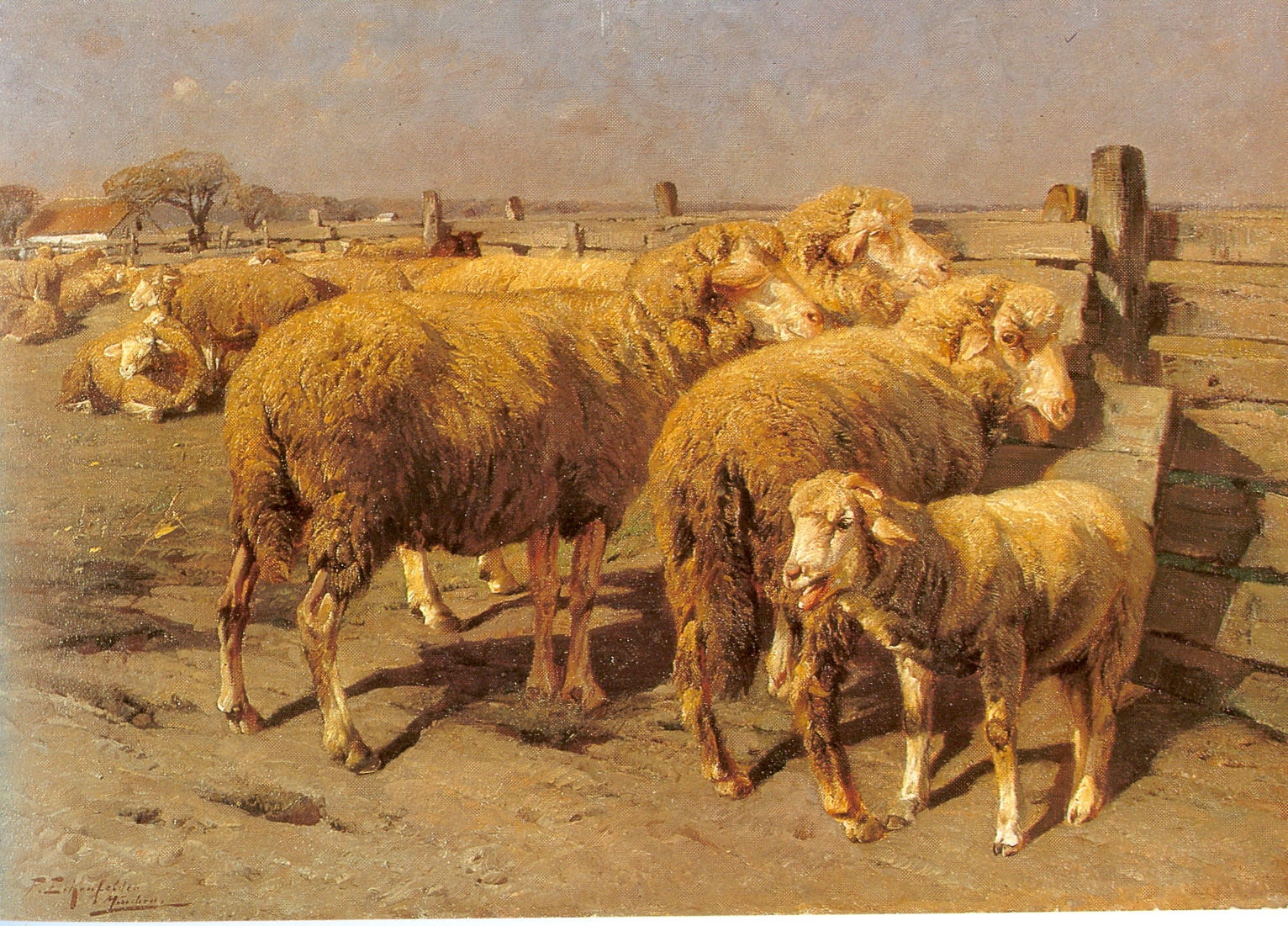
Schafe im Pferch, 1887
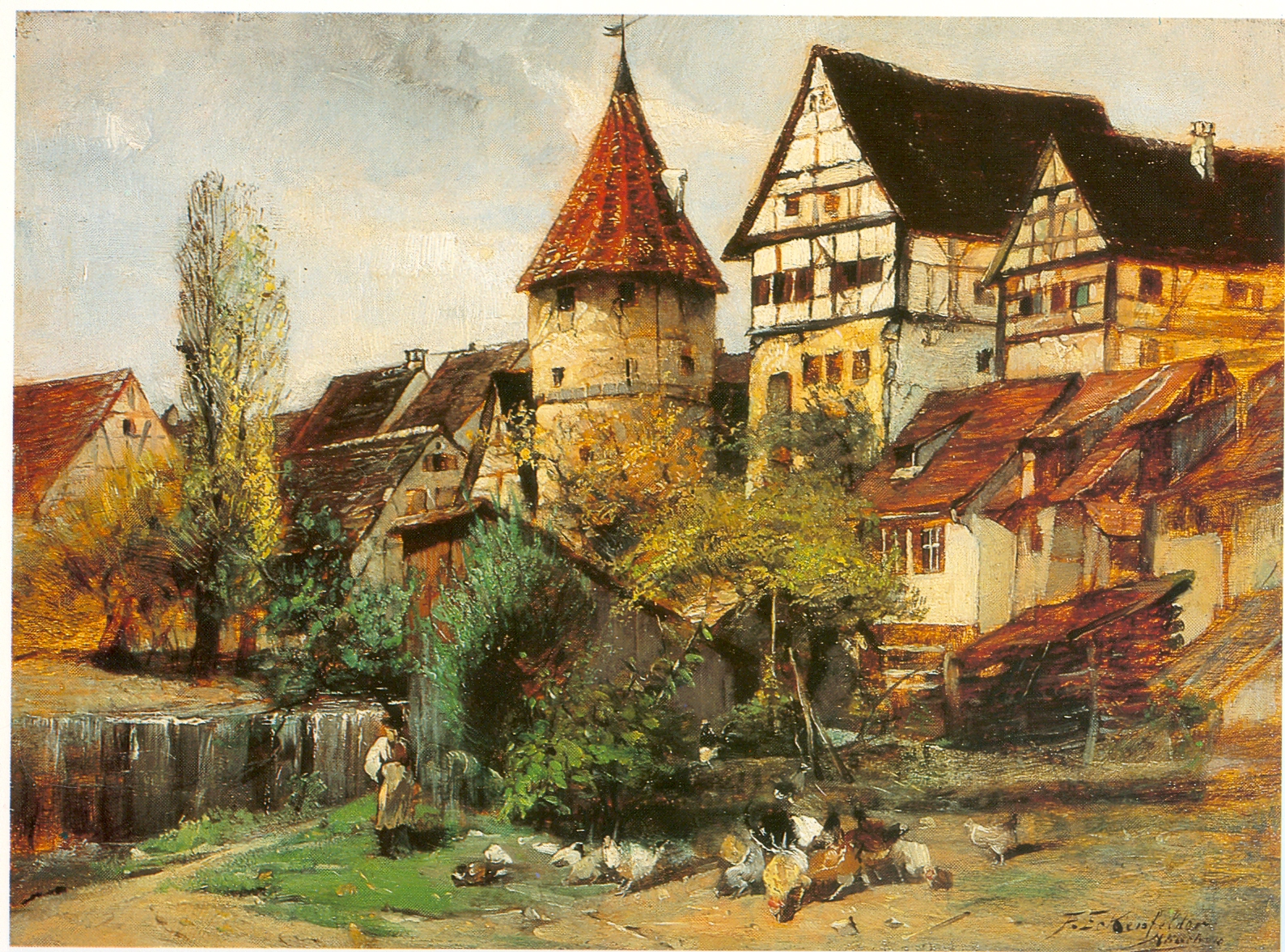
Zollernschloss, um 1884/85
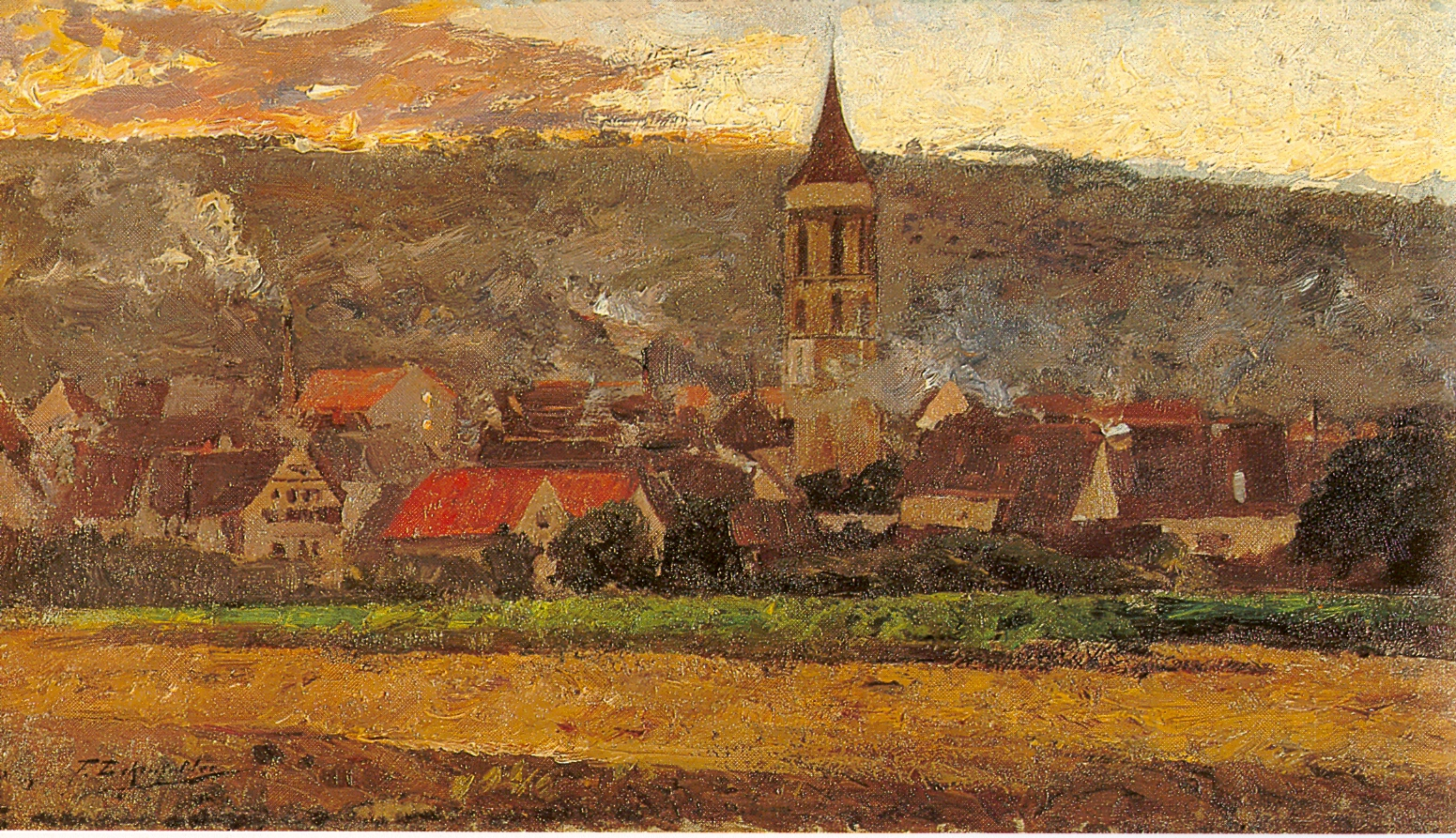
Balingen mit Heuberg, 1893

### 1890er Jahre
Hier kommen die impressionistischen Malregeln, besonders bezüglich der Beleuchtungsverhältnisse, immer deutlicher zum Tragen. Das warme direkte Licht, zum Beispiel durch direkte Sonneneinstrahlung mit seinen Rottönen, das teilweise kalte Licht der Schattenzonen mit seinen Blautönen und die violetten Übergangszonen.
Seine pflügenden Pferde werden monumentaler und pathetischer, durch das besondere Licht bleiben sie aber in der Landschaft eingebunden.
Sehr häufig finden sich in dieser Zeit kleinformatige, oft scheinbar unvollendet wirkende Landschaften und Landschaftsstudien im Stil der „Paysage intime“. Die Natur wird dabei romantisch verklärt. Eckenfelder betrachtete alles Technische mit Misstrauen. Er fuhr niemals in seinem Leben in einem Automobil, noch besaß er eine Kamera. Eckenfelder wird in dieser Zeit in der Fachpresse nicht nur als Tiermaler, sondern auch als Landschaftsmaler und „Kleinmeister“ bezeichnet.
In dieser Zeit schuf er auch eine größere Anzahl von Porträts Balinger Bürger.

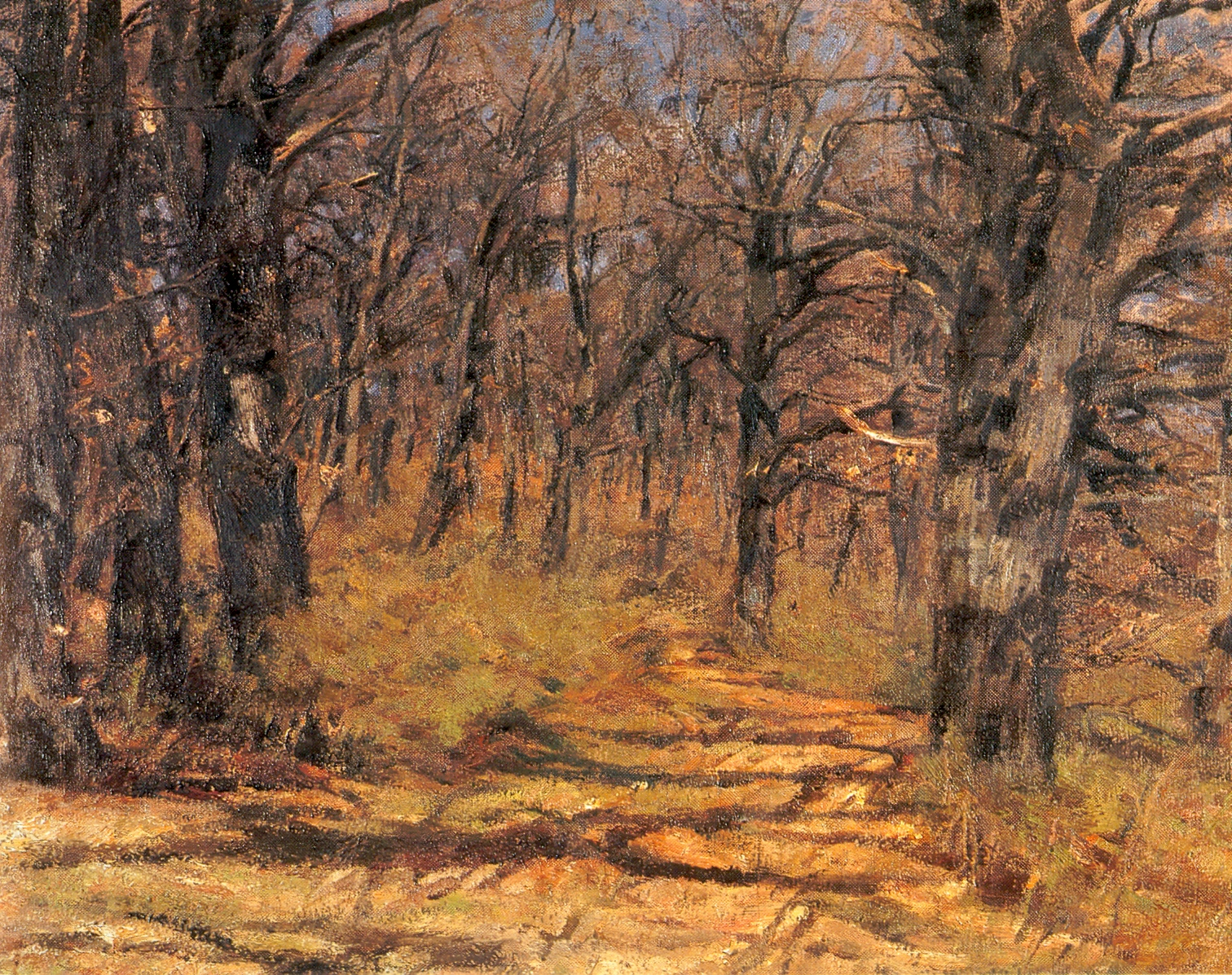
Eichenwald im Vorfrühling, 1894
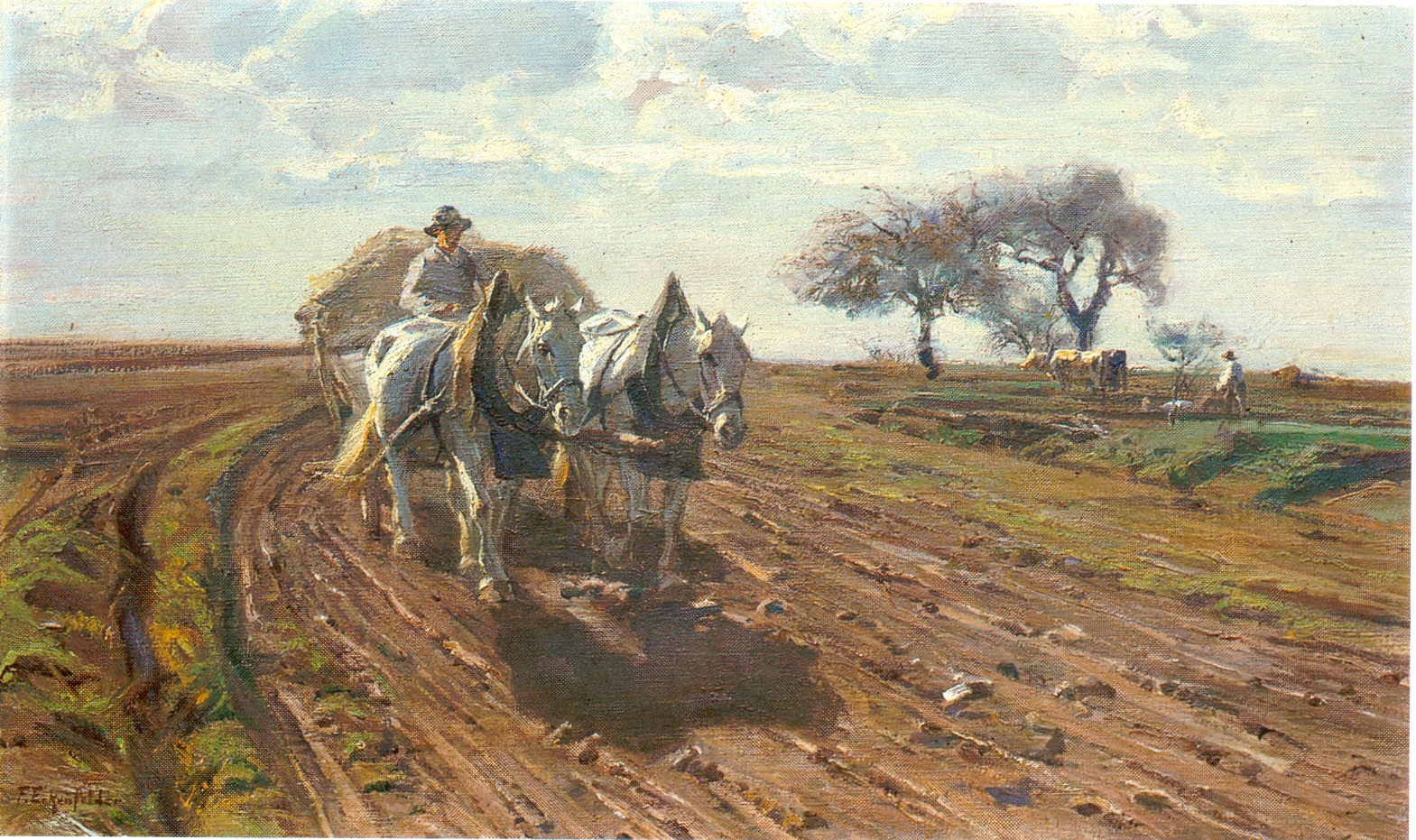
Heimkehr vom Heuen, um 1895
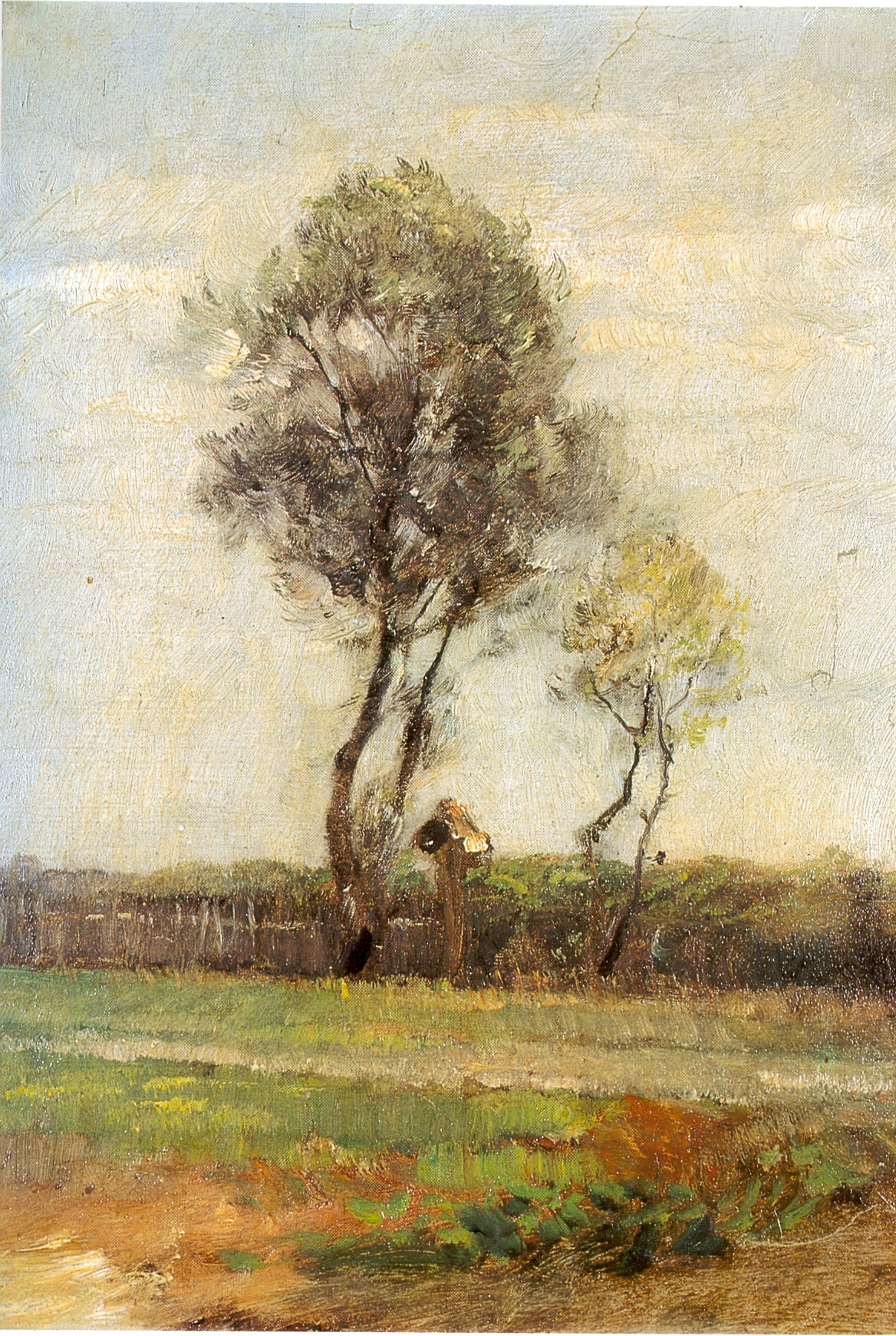
Bildstock am Baum, 1890
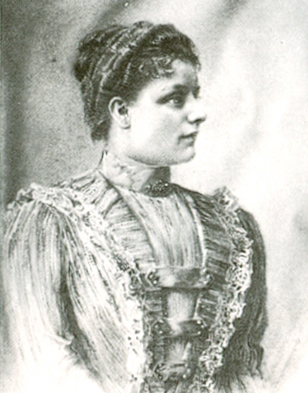
Bildnis Frieda Jetter, 1898

### Jahrhundertwende bis 1918
Die Anlehnung an Zügel offenbart hier die Schwächen Eckenfelders. Die größeren Formate der „großen Gesten“ sind nicht auf das introvertierte Naturell des Künstlers übertragbar. Schnerring hätte ihm die Selbsterkenntnis eines Spitzweg gewünscht, der wohl gewusst habe, weshalb dieser das kleine Format beibehalten habe.
Die Hauptmotive dieser Zeit sind pflügende Pferde (siehe unten), Porträts nach Fotografien, Heimritte und Stadtansichten (siehe unten). Die Darstellung von Wasser in Schwemme- und Furtbildern tritt ebenfalls hervor. Die Tiere wirken aber brillant und aufgeputzt und zeigen kaum mehr die Müdigkeit der hart arbeitenden Kreatur wie in den frühen Jahren. Der Mensch tritt zwar ins Bild zurück, ist aber nur noch ein Statist, dem die Pferde erlauben, die Zügel zu halten.
In früheren Bildern mit Rückenansichten von Pferden gelang es ihm noch, den Betrachter in das Bild hineinzuziehen – ähnlich einem Caspar David Friedrich. Jetzt wirkt die Betrachtung eher konfrontativ. In den Bildern des „Beim Pflügen rastenden Bauern“ gelingt ihm die erste Betrachtung noch einmal:
Der Bauer, der sich mit der Natur eins zu wissen scheint und sich in „Betrachtung der Heimat“ mit ihr identifiziert, wird dem Beschauer zum Vorbild, das ihn in die Landschaft hineinführt.
Eckenfelder war in dieser Zeit ein in München anerkannter Künstler mit einigen wichtigen Beiträgen zum Münchner Impressionismus. Mit dem Ende des Weltkriegs und dem Ende der Monarchie kam ein tiefer Einschnitt im Leben Eckenfelders.
Seine eigentlichen Aussagen hat er bis zu diesem Zeitpunkt gemacht, danach fällt er mehr und mehr auf sich selbst zurück.

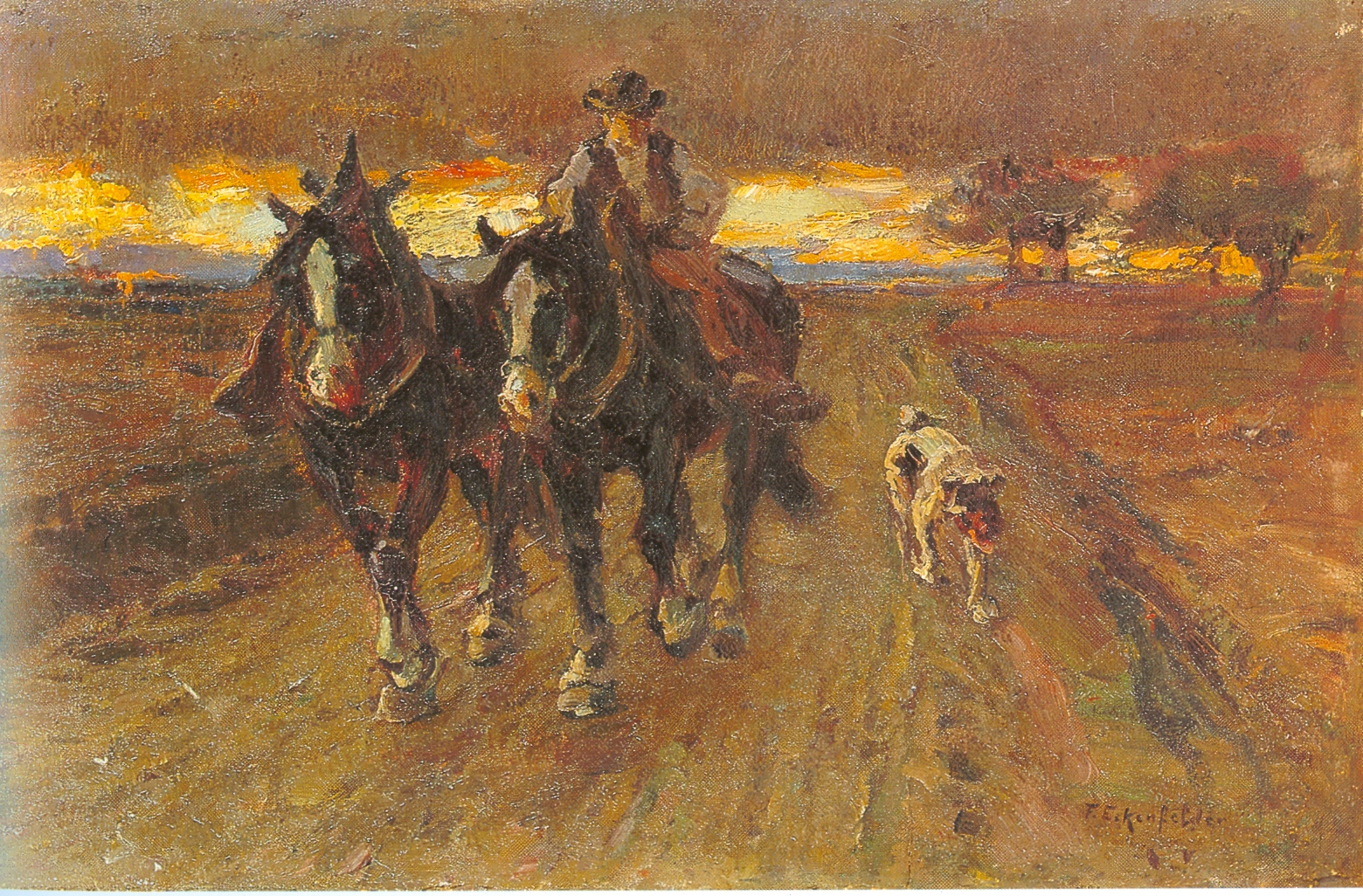
Heimkehr am Abend, 1899/1900
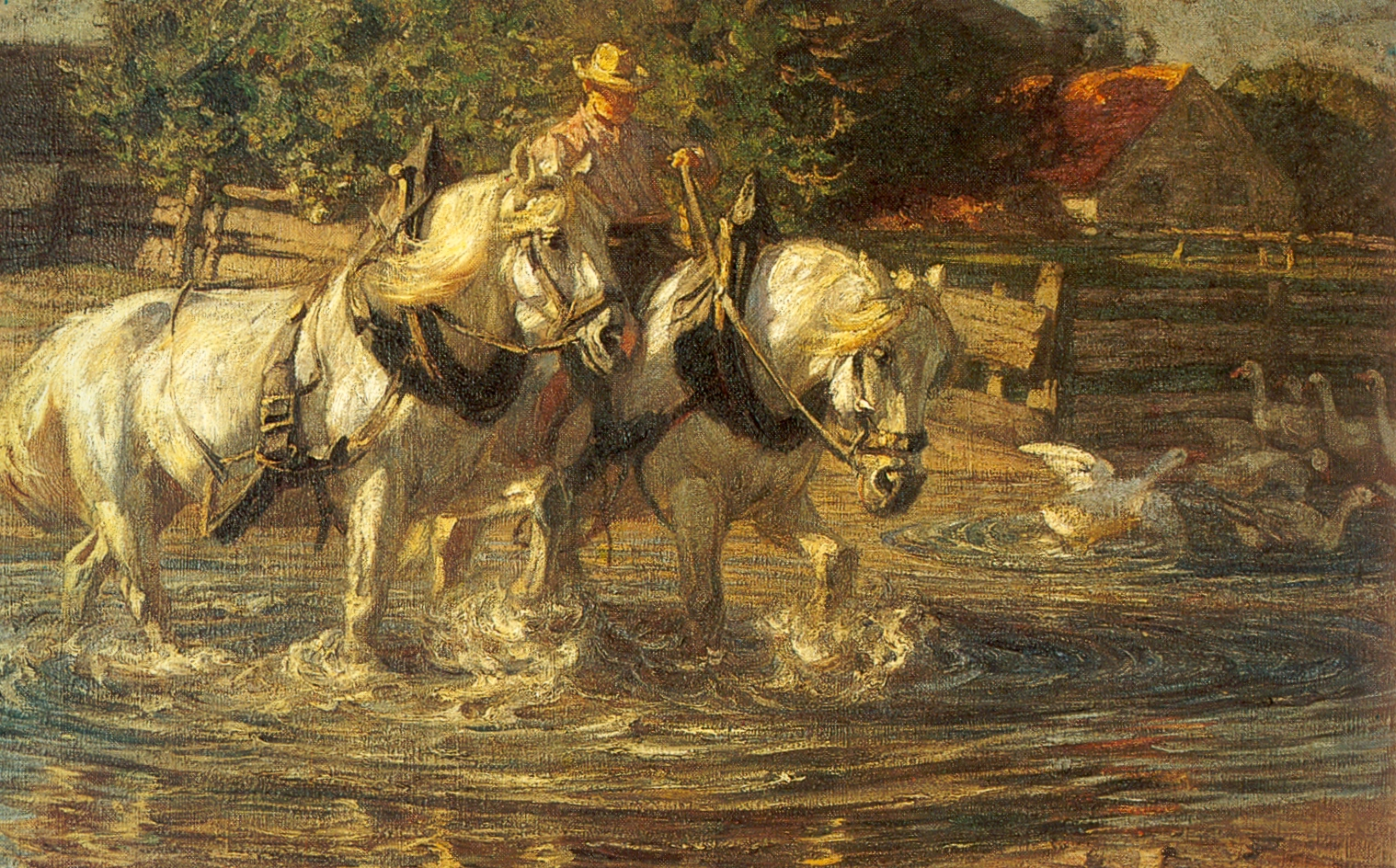
Zwei Schimmel in der Schwemme, 1909
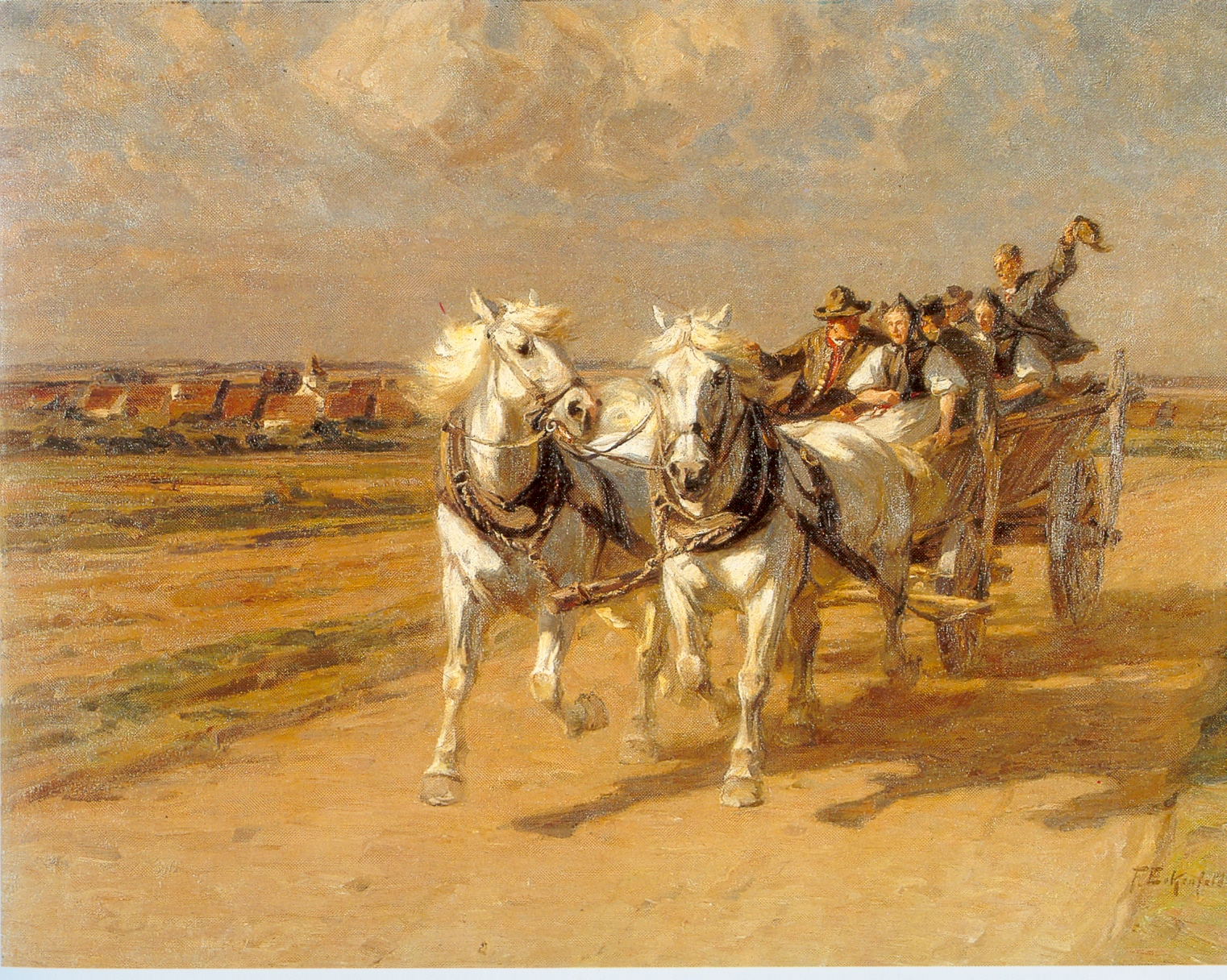
Schimmelgespann mit lustiger Bauerngesellschaft im Wagen, um 1920
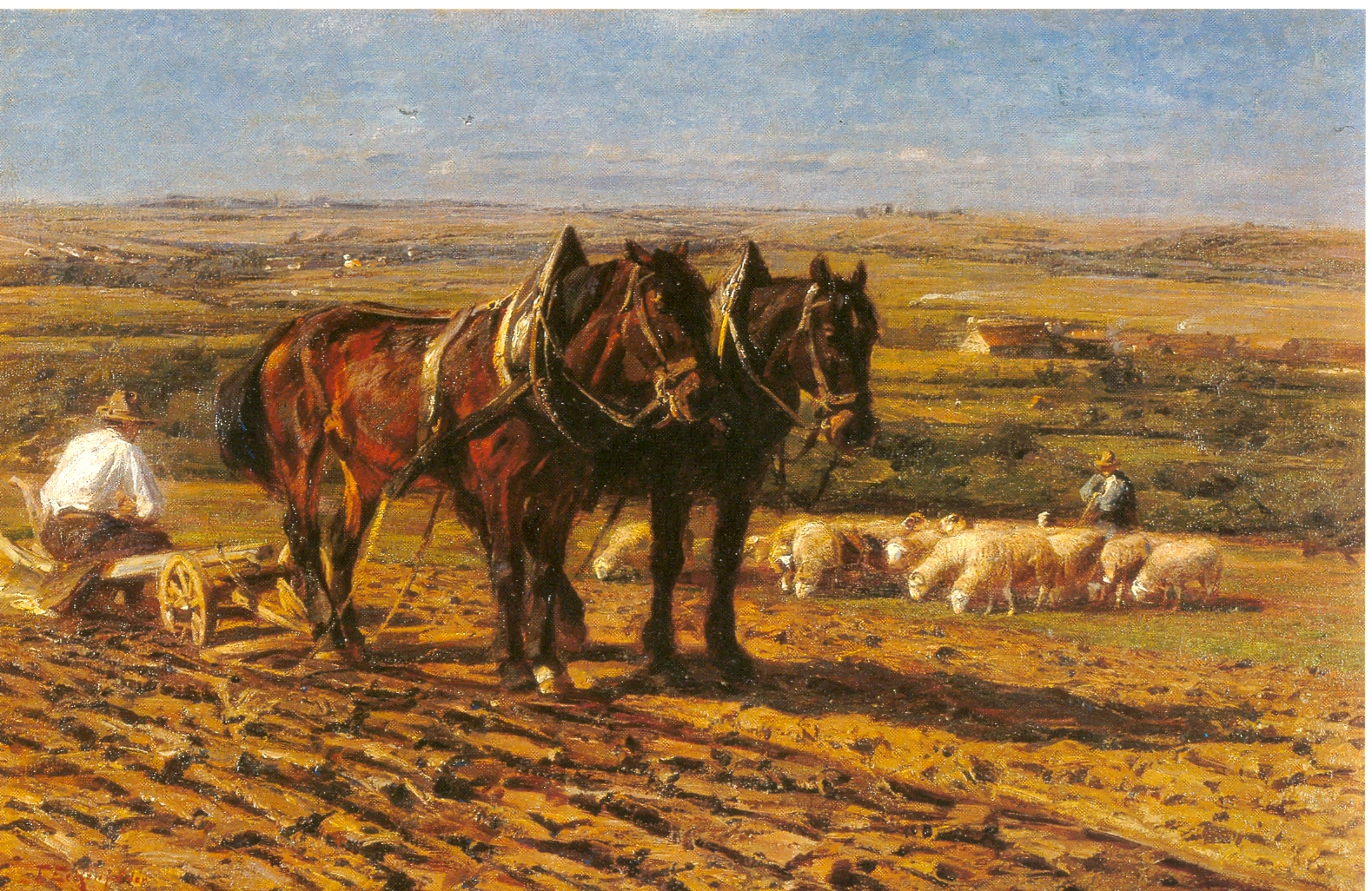
Vesperpause beim Pflügen, vor 1900

### Spätwerk
Es handelt sich hauptsächlich um Auftragsarbeiten: Porträts Balinger Bürger, Stadtansichten, Schafherden und Pferde. Pferde vor der Schmiede, vor dem Heuwagen, vor dem Postwagen, vor der Kutsche, auf der Weide, bei Ruhepausen, bei Pferdevorführungen, auf dem Markt…
Eckenfelder beklagte sich über die schlechte Qualität der Ölfarben nach dem Ersten Weltkrieg. Besonders das Gelb für warmes Sommerlicht auf dem Fell der Schimmel entsprach nicht mehr seinen Ansprüchen.
Im Alterswerk werden Kompositionsschwächen deutlich. Das Motiv sitzt nicht im Format, Wegränder schneiden Ecken ab, Straßen und Schollen sind schlecht durchgearbeitet, sodass die Tiere mit ihren strengen Linien aus dem Bild herausfallen.

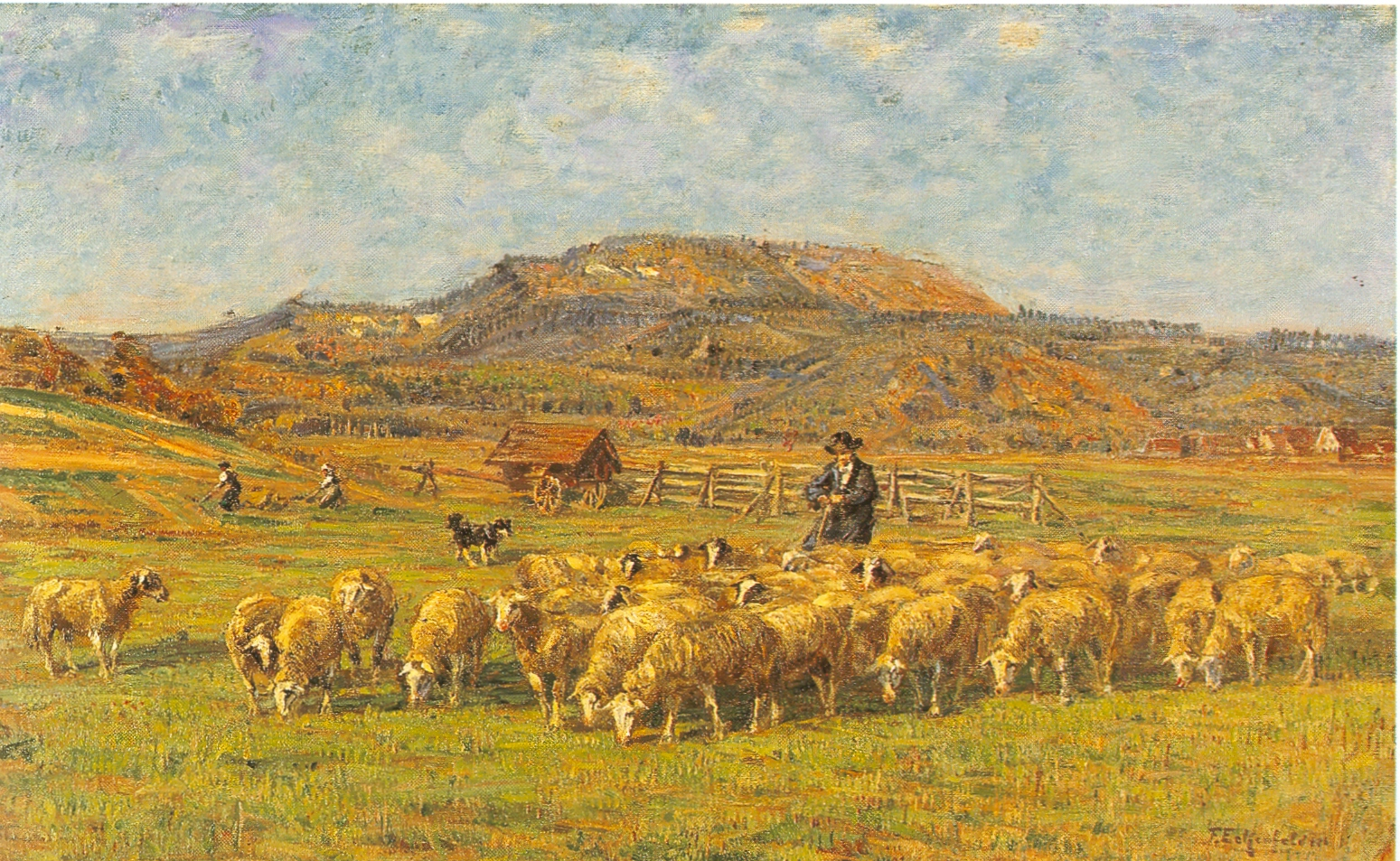
Schafherde vor dem Hundsrücken, um 1920
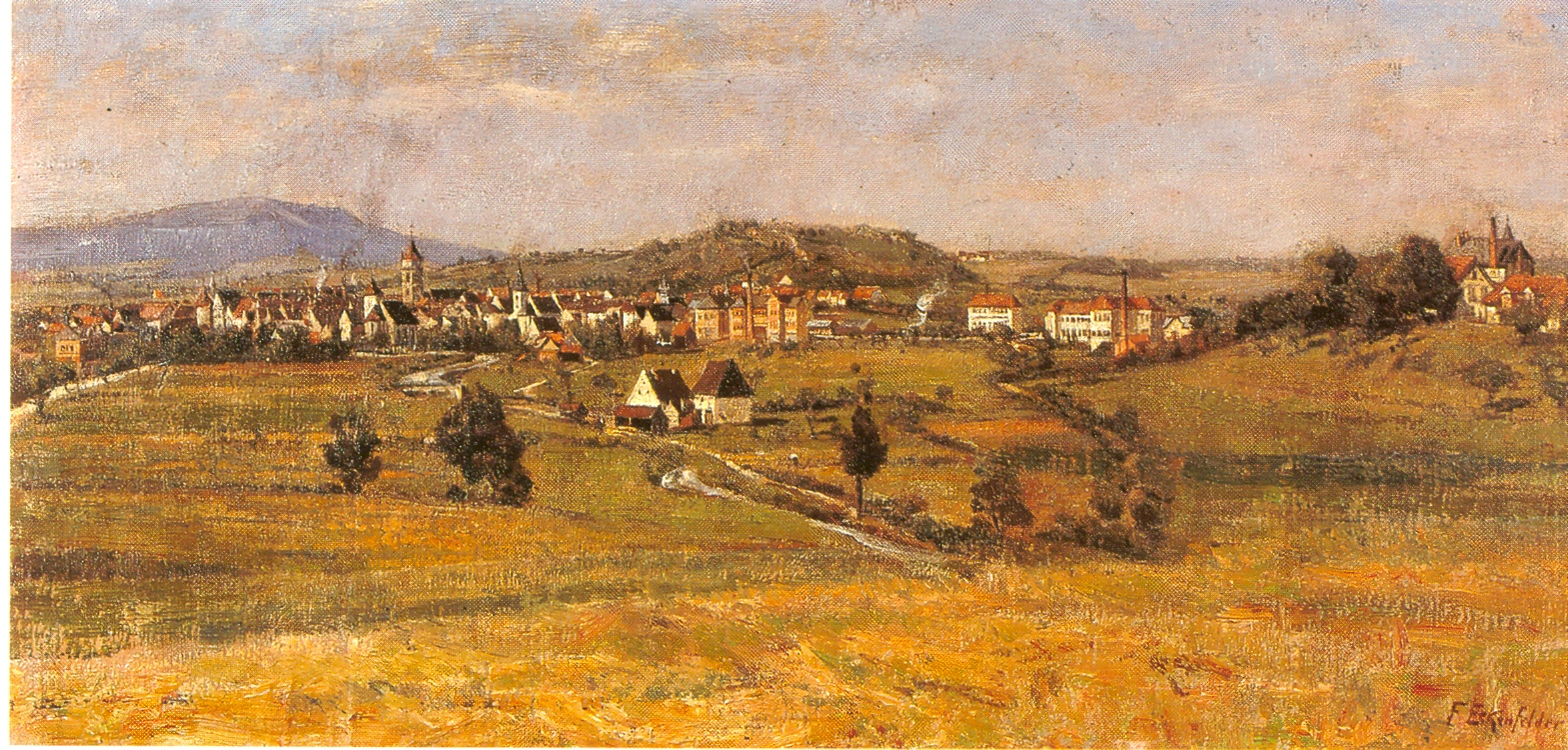
Balingen mit Bebelt, von Norden, 1922

### Eckenfelders Hauptthemen

#### Stadtansichten von Balingen
Es gibt etwa 30 Gesamtansichten der Stadt Balingen. Hinzu kommen weitere Bilder mit Marktszenen, einzelnen Häusern – diese klar als Auftragsarbeiten erkennbar – und die Partie an der Eyach mit Zollernschloss, Wasserturm und Wehr. Darüber hinaus dient die Silhouette der Balinger Berge vielen der Pferdemotive als Hintergrund. Viele der Vordergründe, auf denen bei Eckenfelder pflügende Pferde zu sehen sind, wurden nach dem Zweiten Weltkrieg erschlossen und zu Wohngebieten ausgebaut.

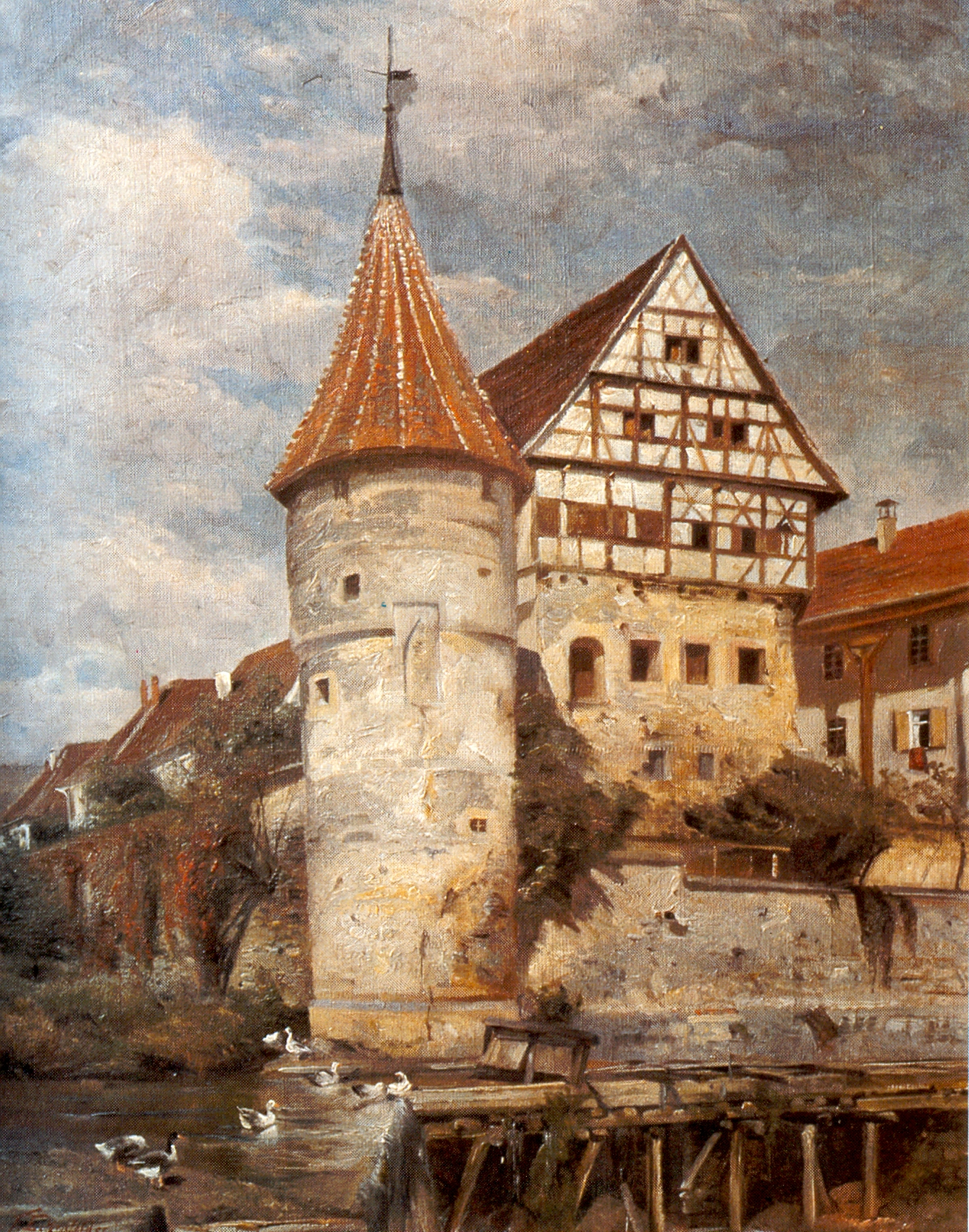
Zollernschloss in Balingen, vor 1895
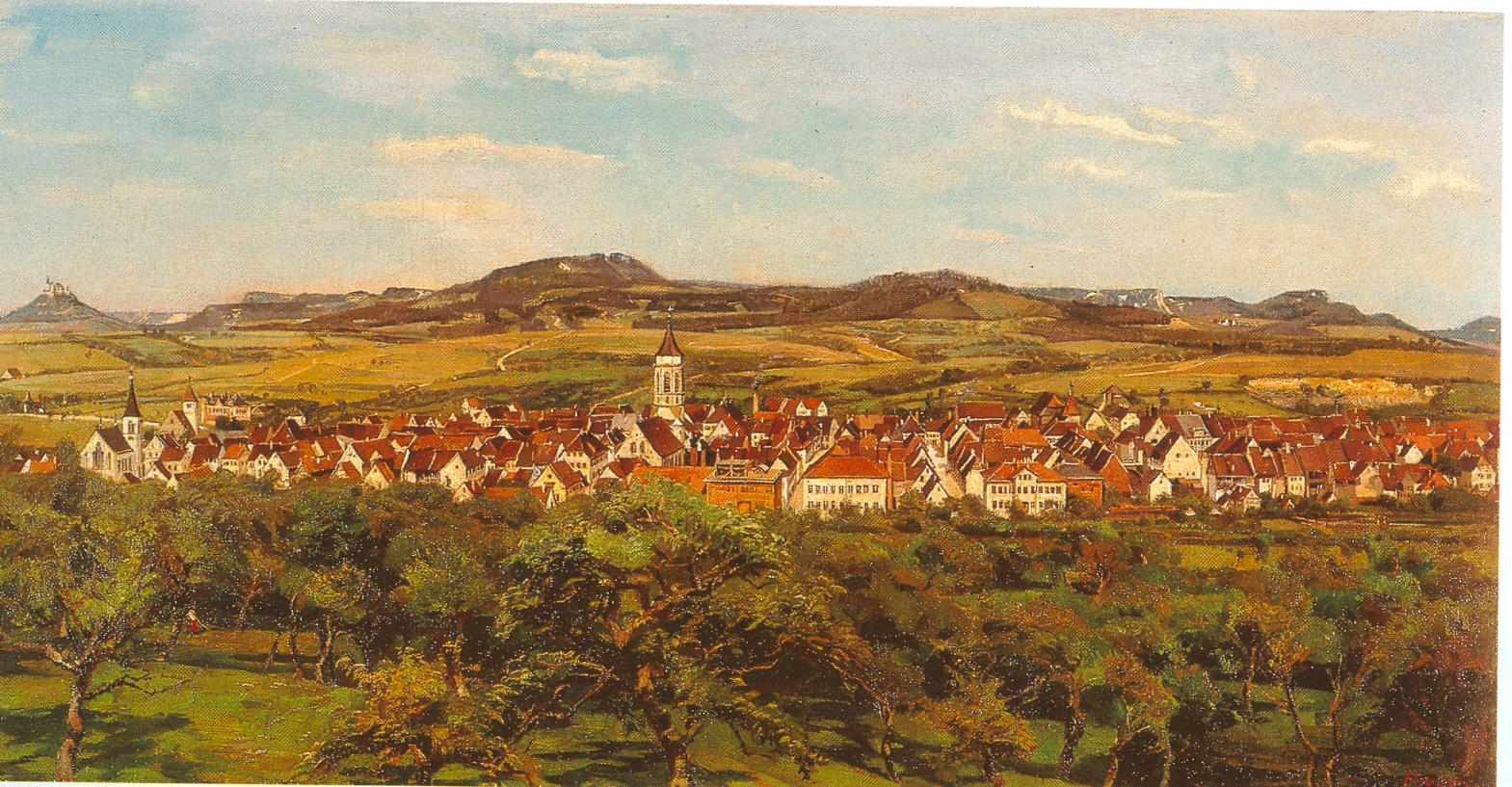
Balingen von Westen, 1900
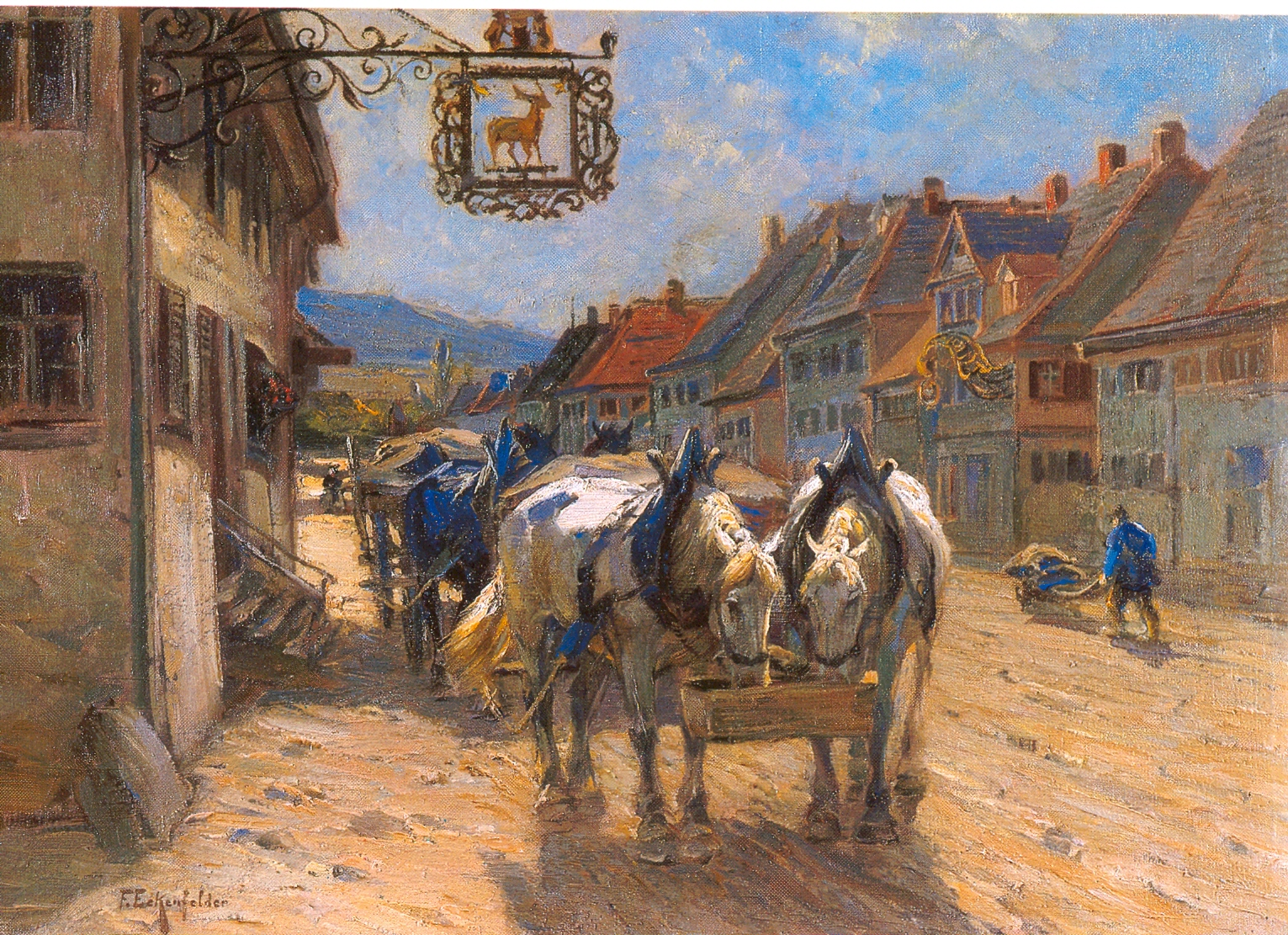
Zwei Gespanne vor dem „Hirsch“, 1922

Die Kernstadt Balingen – Eckenfelders Balingen – bietet auf drei Seiten ein Bergpanorama. Gleich hinter der Stadt erhebt sich der Heuberg, zwar nur mit 70–80 Meter Höhendifferenz, aber bei einer Entfernung von weniger als 500 Metern vom Stadtkern eine beeindruckende Kulisse. In weniger als 5 Kilometer Entfernung erhebt sich im Osten und Süden die Schwäbische Alb mit einer Höhendifferenz von 350–480 Metern. Das Panorama im Osten reicht vom Hohenzollern (855 m) bis zur Schalksburg. Getrennt vom prominenten Einschnitt des Eyachtals erheben sich im Süden die sogenannten Balinger Berge von der Lochen mit Lochenhörnle (956 m), Lochenstein (963 m) und Schafberg (1000 m) bis zum Plettenberg (1002 m). Diese Formate sind als Bild nur darstellbar, wenn man die Breite staucht und die Höhen überhöht. Die Kunst besteht dabei darin, die Charakteristika der Berge dabei noch erkennbar zu lassen. Bei einigen Spätwerken ist ihm das nicht mehr immer gelungen. Das Panorama vom Zollern bis zum Plettenberg beträgt 170°. An dieses Format wagte sich Eckenfelder nie. Die Breite von 200 cm überschritt Eckenfelder nur in zwei Gemälden, die heute im Trauzimmer des Balinger Rathauses hängen.
| Ostpanorama |
| Südpanorama |

#### Pflügende Pferde
Landschaften, Tierstudien und Porträts wurden von Eckenfelder individuell dargestellt. Mit der Entwicklung der Bildkonstruktion zur diagonalen Objektanordnung erreichte Eckenfelder eine optimale Darstellung der Gespanne. Die Entfernung zwischen Mensch/Pflug und den Pferden wurde auf natürliche Weise verkürzt, und es konnte auch das hintere Pferd voll zur Geltung gebracht werden.

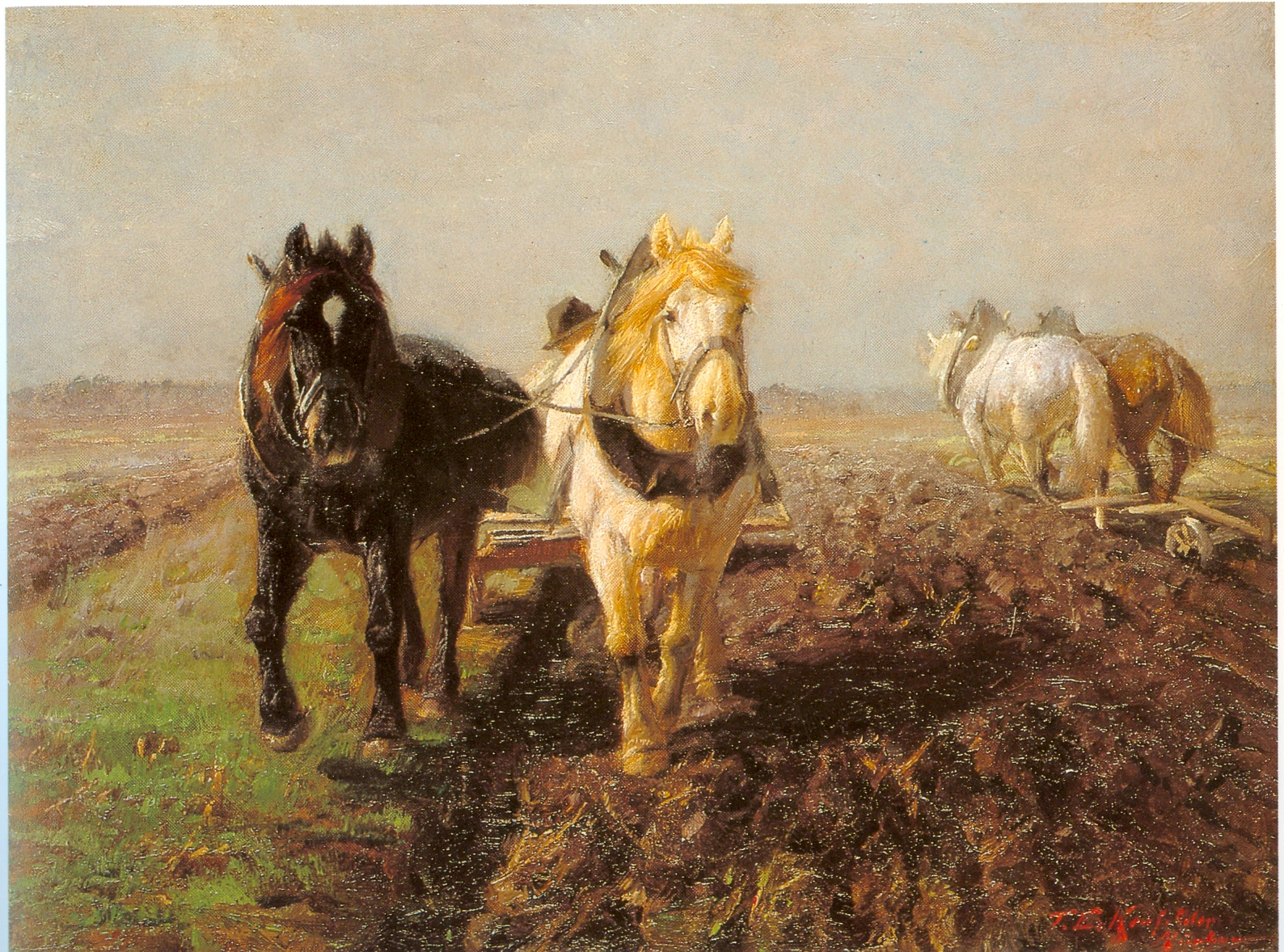
Zwei Pferde am Pflug, um 1886/89
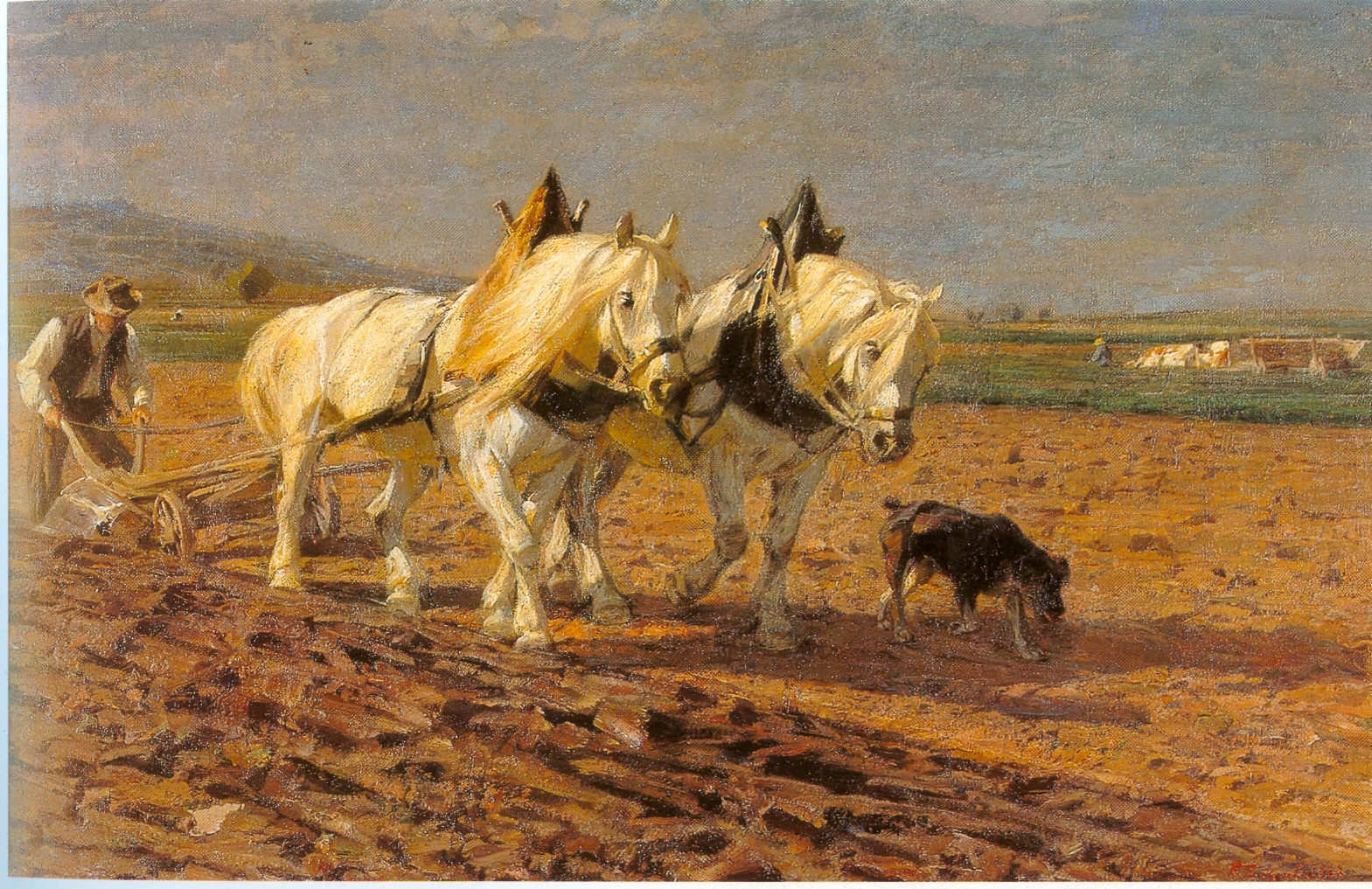
Zwei pflügende Schimmel, 1899/1900
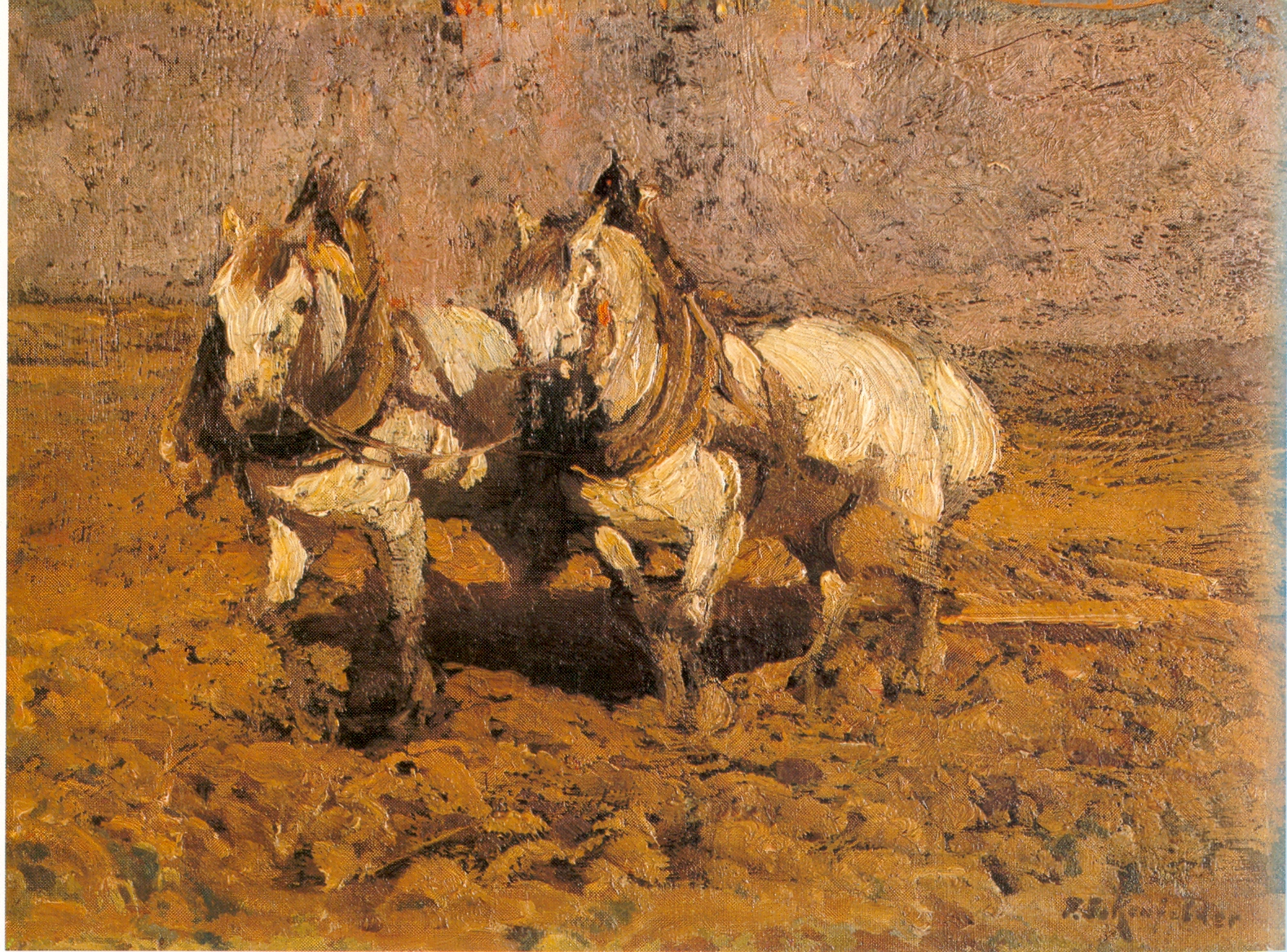
Zwei Schimmel an der Egge, um 1900
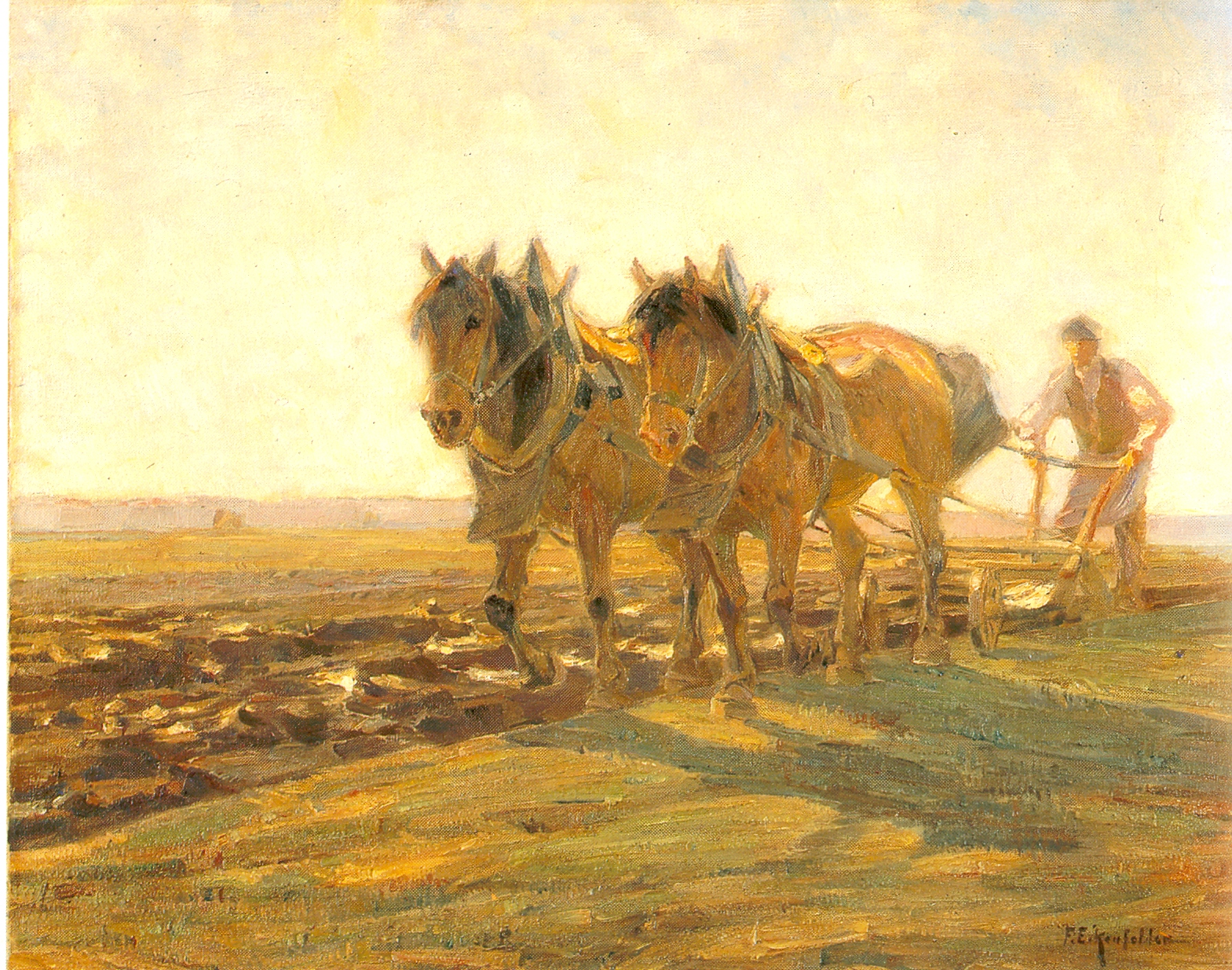
Zwei pflügende Braune bei Dachau, 1908

Im Alterswerk taucht dann das Motiv der „Pflügenden Pferde vor Balinger Hintergrund“ auf. Es entstehen weit über hundert Variationen desselben Themas. Schnerring hat in seinem Werkkatalog für dieses Motiv innerhalb der Kategorie die rein chronologische Auflistung verlassen, um eine Unterscheidung der Gemälde noch zu ermöglichen. Er unterscheidet nach:
- Pferdeanzahl und Farben

1. Gemischte Gespanne, Dreierzüge, Viererzüge, mehrere Gespanne, Gespanne vor der Egge
2. Zwei Schimmel vor Pflug
3. Zwei Rappen vor Pflug

- Handlungsrichtungen

1. von links nach rechts
2. von rechts nach links

- Landschaft im Hintergrund

1. Burg Hohenzollern bis Eyachtal
2. Eyachtal bis Plettenberg
3. Dotternhausen bis Heuberg
4. Stettberg bis Engstlatt

|                           | Rappen                                                                                 | Schimmel                                                                               | andere Laufrichtung                                                                    |
| ------------------------- | -------------------------------------------------------------------------------------- | -------------------------------------------------------------------------------------- | -------------------------------------------------------------------------------------- |
| Balingen und Eyachtal     |                                                                                        |                                                                                        | In Deutschland gemeinfreies Bild fiel in Wikimedia-Commons der URAA-Löschung zum Opfer |
| Balingen und Lochenberge  | In Deutschland gemeinfreies Bild fiel in Wikimedia-Commons der URAA-Löschung zum Opfer | In Deutschland gemeinfreies Bild fiel in Wikimedia-Commons der URAA-Löschung zum Opfer | In Deutschland gemeinfreies Bild fiel in Wikimedia-Commons der URAA-Löschung zum Opfer |
| Balingen und Zollernberge | In Deutschland gemeinfreies Bild fiel in Wikimedia-Commons der URAA-Löschung zum Opfer | In Deutschland gemeinfreies Bild fiel in Wikimedia-Commons der URAA-Löschung zum Opfer | In Deutschland gemeinfreies Bild fiel in Wikimedia-Commons der URAA-Löschung zum Opfer |

Es sind diese „Pflügenden Pferde“, mit denen Eckenfelder am meisten identifiziert wird. Seit 1922 fällt die Qualität der Darstellung ab.
Die anfangs farblich und formal eingebundenen Gespanne versperren nun allmählich die Landschaft. Sie werden erst in den letzten Jahren wieder kleiner, jedoch gelingt es dem Maler nicht mehr, sie mit der Umgebung zu einer Einheit zu verknüpfen.